# Église Saint-Sulpice de Villiers-Adam
Pour les articles homonymes, voir Église Saint-Sulpice.
L’église Saint-Sulpice est une église catholique paroissiale située à Villiers-Adam, dans le Val-d'Oise (France). Son clocher sans caractère remonte au XIIIe siècle. Sinon, l'église date pour l'essentiel du second quart du XVIe siècle, et affiche le style gothique flamboyant, parsemé d'éléments de la Renaissance. Ceci concerne les chapiteaux du vaisseau central, l'ensemble du décor des deux travées à l'est du clocher, et la frise ainsi que les couronnements des contreforts à l'extérieur des parties orientales. La nef de l'église est restée inachevée, et n'a jamais été voûtée ; son bas-côté sud n'a jamais été réalisée. En revanche, le chœur est d'autant plus remarquable, et se distingue par sa longueur de quatre travées droites plus une abside à pans obliques, sa hauteur, son architecture soignée, et bien sûr le reflet de la transition du style flamboyant vers la Renaissance. La bénédiction du grand autel par Mgr René Le Roullier, évêque de Senlis, en date du 1er août 1550, marque sans doute la fin des travaux dans le vaisseau central du chœur. La nef a probablement pris sa forme actuelle quelques années plus tard. Au début du XVIIe siècle, le sanctuaire a été muni d'un grand retable de pierre de style baroque, représentatif du courant spirituel et artistique de la Contre-Réforme dans la région. L'église a été classée aux monuments historiques par arrêté du 25 octobre 1927, et restaurée par la suite. Elle est aujourd'hui affiliée à la paroisse de Méry-sur-Oise, et n'accueille des messes dominicales qu'un samedi soir par mois, tout au plus.

## Localisation
L'église Saint-Sulpice est située en France, en région Île-de-France et dans le département du Val-d'Oise, dans la vallée de l'Oise, aux confins de la forêt de Montmorency, sur la commune de Villiers-Adam, au centre du village, dans l'angle des rues Benjamin-Godard, à l'ouest, et Aristide-Briand, au sud. Une maison, qui abrite la bibliothèque municipale et l'agence postale municipale, est plaquée devant le mur occidental de l'église, de sorte qu'il n'y a pas de façade. Seulement le clocher présente son mur occidental. L'élévation méridionale est alignée sur la rue Aristide-Briand, et le chevet donne sur une grande pelouse appartenant à la commune, ce qui le dégage d'autres édifices et le met bien en valeur. L'élévation septentrionale est en revanche bordée par un jardin privé, et l'on ne peut pas la contempler en prenant du recul.

## Histoire

### L'histoire de la paroisse

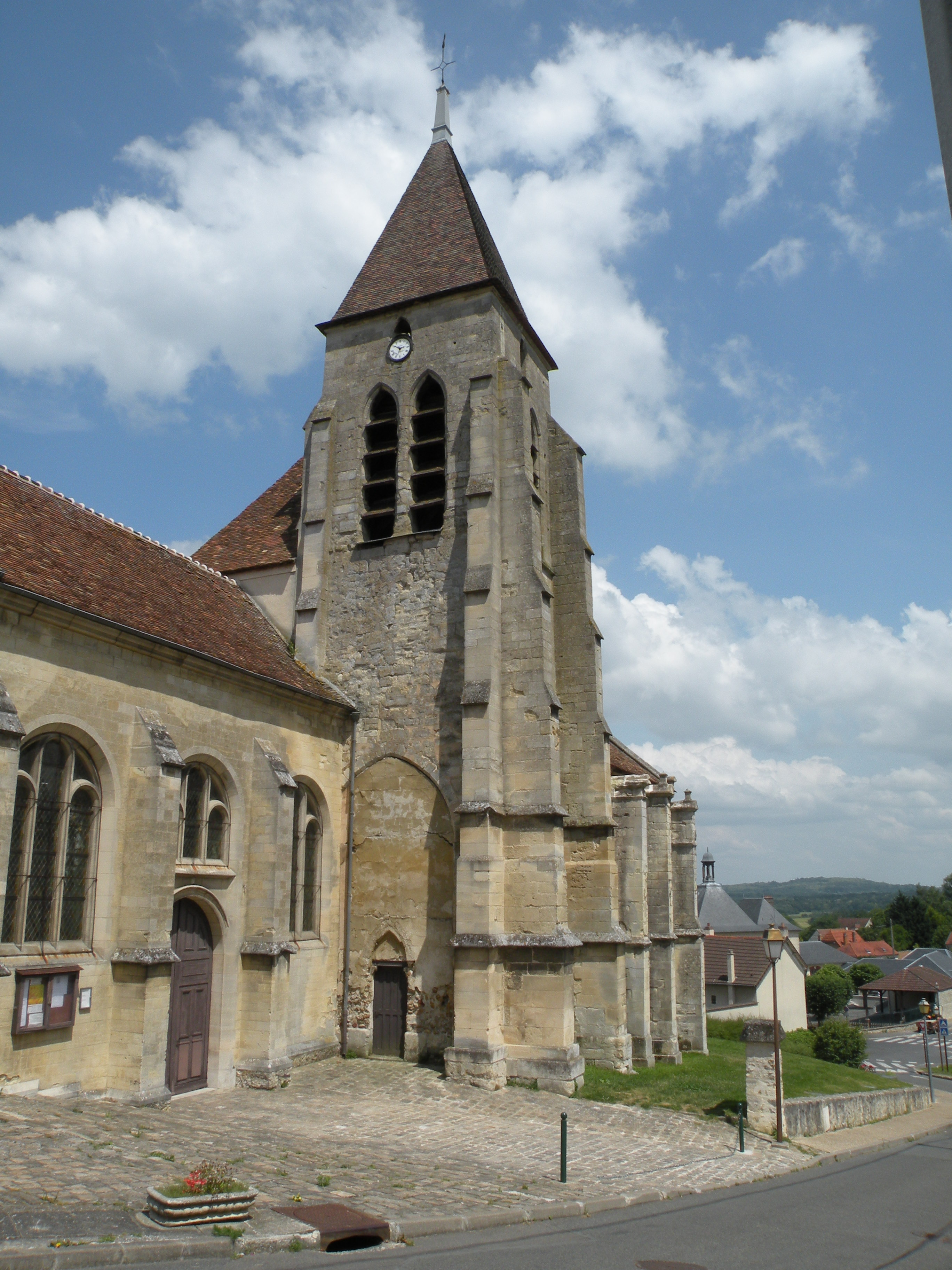
Vue depuis l'ouest.

Villiers-Adam est mentionné pour la première fois dans une bulle pontificale d'Eugène III datée de 1147, et dans des lettres de Thibaud, évêque de Paris de 1143 (environ) à 1159. Sous l'Ancien Régime, la paroisse relève du doyenné de Montmorency, et de l'archidiaconé et du diocèse de Paris. Le saint patron de la paroisse est Sulpice le Pieux, dit aussi saint Sulpice de Bourges. Le collateur de la cure change plusieurs fois au fil des siècles, à des dates et dans des circonstances qui restent à éclaircir. Du temps de saint Louis, le prieur de Conflans-Sainte-Honorine nomme à la cure. Ensuite, ce droit semble passer à l'abbé du Bec, dont dépend le prieuré de Conflans. Les provisions du 4 octobre 1476, du 16 novembre 1498 et du 21 novembre 1502 reconnaissent la présentation de l'abbé du Bec. Les pouillés rédigés au XVe siècle, en 1668 et en 1692 affirment que la cure soit à la présentation de l'abbé de Saint-Martin de Pontoise. Au moins dans le premier cas, ce semble être une contradiction. Par ailleurs, la bulle et les lettres déjà citées indiquent que deux parts de la dîme de Villiers-Adam appartiennent aux moines de Saint-Martin-des-Champs. Mériel est à l'origine un hameau de Villiers-Adam, qui n'en est démembré et érigé en paroisse indépendante qu'en 1713. L'on peut également signaler la présence de l'abbaye Notre-Dame du Val sur la paroisse de Villiers-Adam. À la Révolution française, le diocèse de Versailles est érigé pour regrouper l'ensemble des paroisses sur le territoire du département de Seine-et-Oise. Le redécoupage des départements d'Île-de-France conduit à la création du diocèse de Pontoise correspondant au territoire du département du Val-d'Oise, en 1966. Villiers-Adam en fait désormais partie. Le village ne forme plus une paroisse indépendante, et dans le cadre de l'ensemble paroissial avec Méry-sur-Oise, Mériel et Frépillon, l'église est desservie par le curé de Méry-sur-Oise. Les messes dominicales sont célébrées en l'église Saint-Sulpice un samedi par mois, à 18 h 30, avec une interruption en hiver.

### L'histoire de l'église

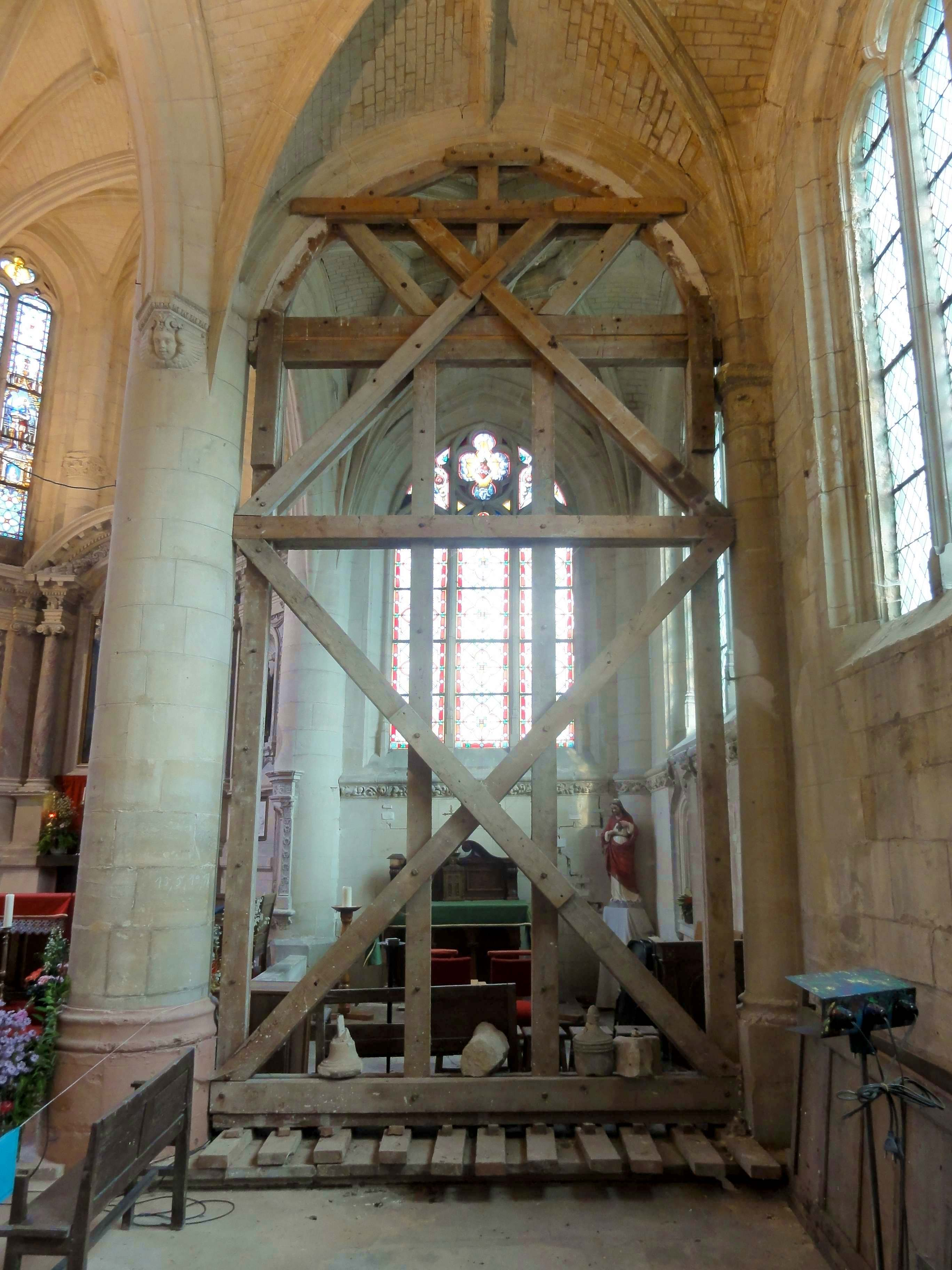
Collatéral sud, 2e travée, vue vers l'est.

La partie la plus ancienne de l'église actuelle est incontestablement le clocher, qui, selon l'abbé Lebeuf date au plus tard du XIIIe siècle, et selon le baron Ferdinand de Guilhermy, sans réserve du XIIIe siècle. Il n'est pas clair sur quelle base se fondent Botto et al. pour affirmer que ce serait le seul vestige de l'église primitive, qui peut bien être d'origine plus ancienne, ou au moins la chapelle qui a pu la précéder. Pour Jean-Marie Pérouse de Montclos, la construction de l'église actuelle aurait débuté vers 1490. Cette affirmation devrait se fonder sur l'analyse archéologique du monument, dont le style correspond néanmoins plutôt à la période flamboyante tardive (bases des piliers en forme de plinthes moulurées). Comme date de fin de construction, l'on dispose de la date de bénédiction du grand autel par Mgr René Le Roullier, évêque de Senlis, le 1er août 1550, et de la date de la consécration des deux autels latéraux dédiés à Notre-Dame et Saint-Sébastien, par le même prélat, le 18 janvier 1551. Ces deux dernières dates concordent avec le style Renaissance des chapiteaux et des clés de voûte, et la modénature de plusieurs voûtes. Mais l'abbé Lebeuf a déjà remarqué que le style gothique flamboyant ne correspond pas au milieu du XVIe siècle. Pour expliquer cette incohérence stylistique, il dit que l'on voulut imiter le gothique, ce qui est possible, puisque l'église de Précy-sur-Oise a été reconstruite à partir de 1570 dans un style toujours gothique flamboyant. Si en revanche l'on préfère adhérer à la date de 1490 fournie par Pérouse de Montclos, l'on devra admettre une interruption du chantier après l'élévation des murs et des piliers. Le chœur aurait donc été recouvert d'un plafond provisoire pendant quelques décennies, comme c'est toujours le cas de la nef et de son bas-côté. Ces parties datent aussi du XVIe siècle. Botto et al. supposent que ce sont les guerres de Religion des années 1562-1598 qui motivent leur inachèvement,,,.

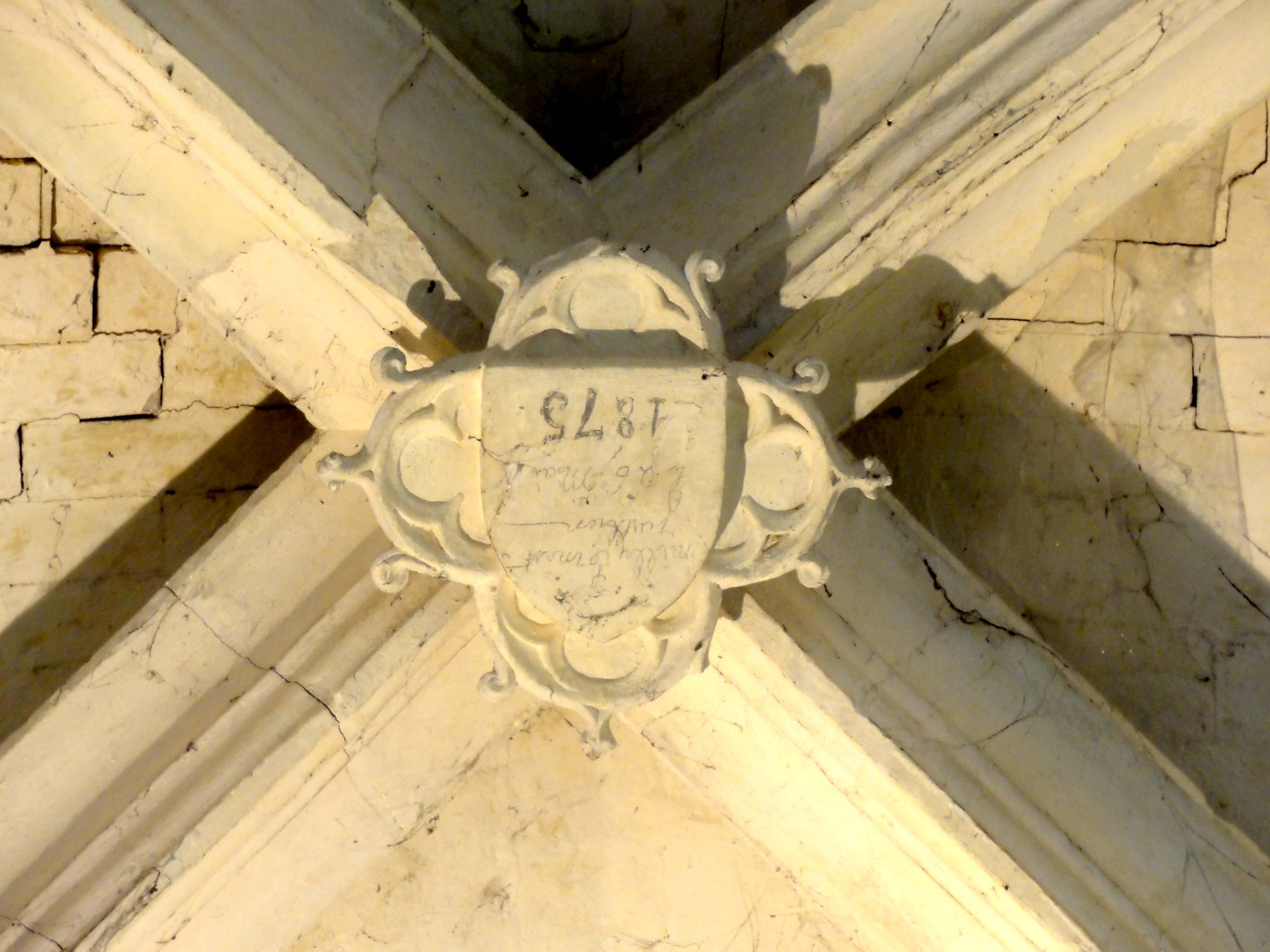
Collatéral nord, clé de voûte flamboyante de la 2e travée.

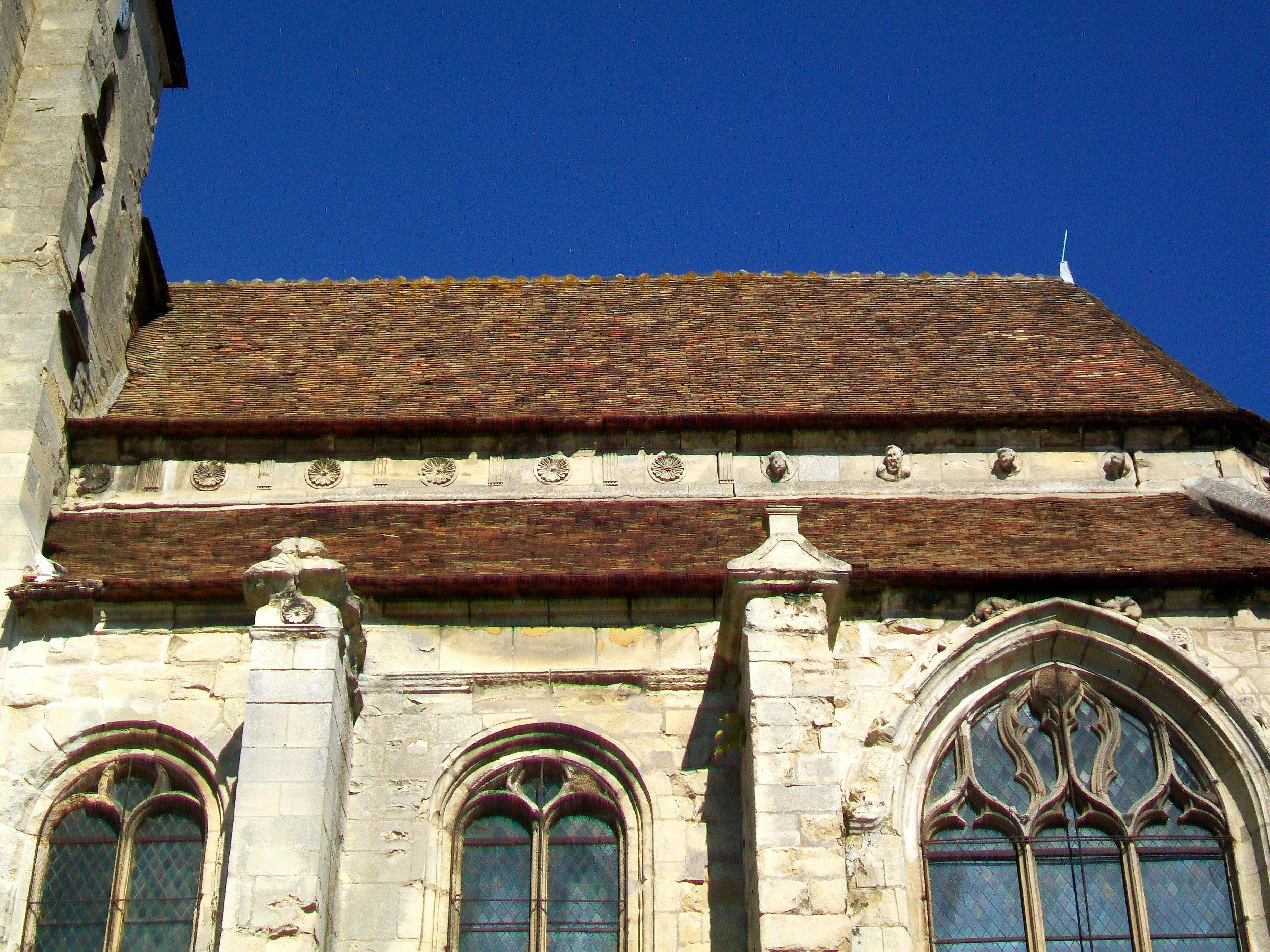
Décor Renaissance du chœur.

La clé de voûte de la seconde travée du collatéral nord conserve une inscription tracée au crayon par un restaurateur, « Milly Ernest Jullien [sic] le 26 mai 1875 ». — L'église est classée aux monuments historiques par arrêté du 25 octobre 1927, à l'exception de la nef (et certainement aussi de son bas-côté). Sous l'impulsion de l'architecte en chef des monuments historiques Jules Formigé et l'inspecteur Pierre Paquet, plusieurs tranches de restauration sont entreprises par la suite, mais les délais entre le premier projet et l'autorisation d'effectuer les travaux sont souvent longs. La première tranche, entre le 7 décembre 1936 et le 15 mars 1939, porte sur la reprise des parements, l'enlèvement des abat-son, la réfection des gouttières, la réparation des couvertures autour du clocher, et le remplacement de la vitrerie des trois baies inférieures. En 1937, la réfection de la couverture en tuiles des bas-côtés est ajoutée à la liste des travaux à effectuer, et terminée le 15 octobre. La deuxième tranche, entre le 4 février 1938 et le 1er juillet 1938, porte sur un complément de la restauration des façades, des parements extérieurs du clocher et de la flèche. Ensuite, Jules Formigé soumet un devis descriptif et estimatif pour le remplacement de la vitrerie par des vitraux à losanges, le 1er juin 1939, et l'achèvement de la restauration du clocher, le 16 décembre 1939. Ces projets restent sans suite en raison de l'éclatement de la Seconde Guerre mondiale. En 1940, un ouragan endommage les toitures. Les réparations nécessaires ne sont effectuées qu'à partir du mois de février 1942. Les verrières sont endommagées par faits de guerre. En 1952, le nouvel architecte en chef des monuments historiques, Sylvain Stym-Popper (nommé en 1951) préconise quelques travaux importants de gros entretien et de réparation aux maçonneries extérieures, et aux toitures. Les travaux ne sont lancés qu'au mois de juin 1955. En plus, la couverture du clocher est réparée à l'automne 1961, et un vitrail du clocher est réparé fin 1962. Mais en 1963, la foudre détériore de nouveau la couverture du clocher, et un paratonnerre est installé début juin 1965. Rien n'est entrepris jusqu'au début des années 1980. Sur décision de Pierre-André Lablaude, la voûte du chœur est étayée d'urgence au printemps 1980, et elle est enfin réparée par l'entreprise MPR en 1985 / 1986. En attendant, la reprise des fondations du contrefort sud-est du clocher est achevée à l'automne 1982, et la reprise des fondations du clocher se poursuit en 1984 / 1985. Le collatéral sud présente actuellement des désordres de structure, et le dernier arc-doubleau a dû être étayé.

## Description

### Aperçu général

Plan de l'église.

Orientée à peu près régulièrement, l'église se compose d'une nef non voûtée de trois travées, accompagnée d'un unique bas-côté au nord, également non voûté ; d'un chœur de quatre travées auxquelles s'ajoute une abside sur plan trapézoïdal ; d'un collatéral nord du chœur ; de la base du clocher au sud de la première travée du chœur ; et d'un collatéral sud du chœur. Les deux collatéraux du chœur comptent trois travées et se terminent par un chevet plat, mais puisque le collatéral sud ne commence qu'à partir de la seconde travée du vaisseau central, il va plus loin à l'est que son homologue au nord. Une sacristie occupe l'angle entre le collatéral nord et la dernière travée du vaisseau central. L'ensemble du chœur et de ses collatéraux est voûté d'ogives. L'on accède à l'église par le portail méridional de la deuxième travée de la nef, ou par une petite porte à l'ouest de la base du clocher.

### Intérieur

#### Nef et bas-côté

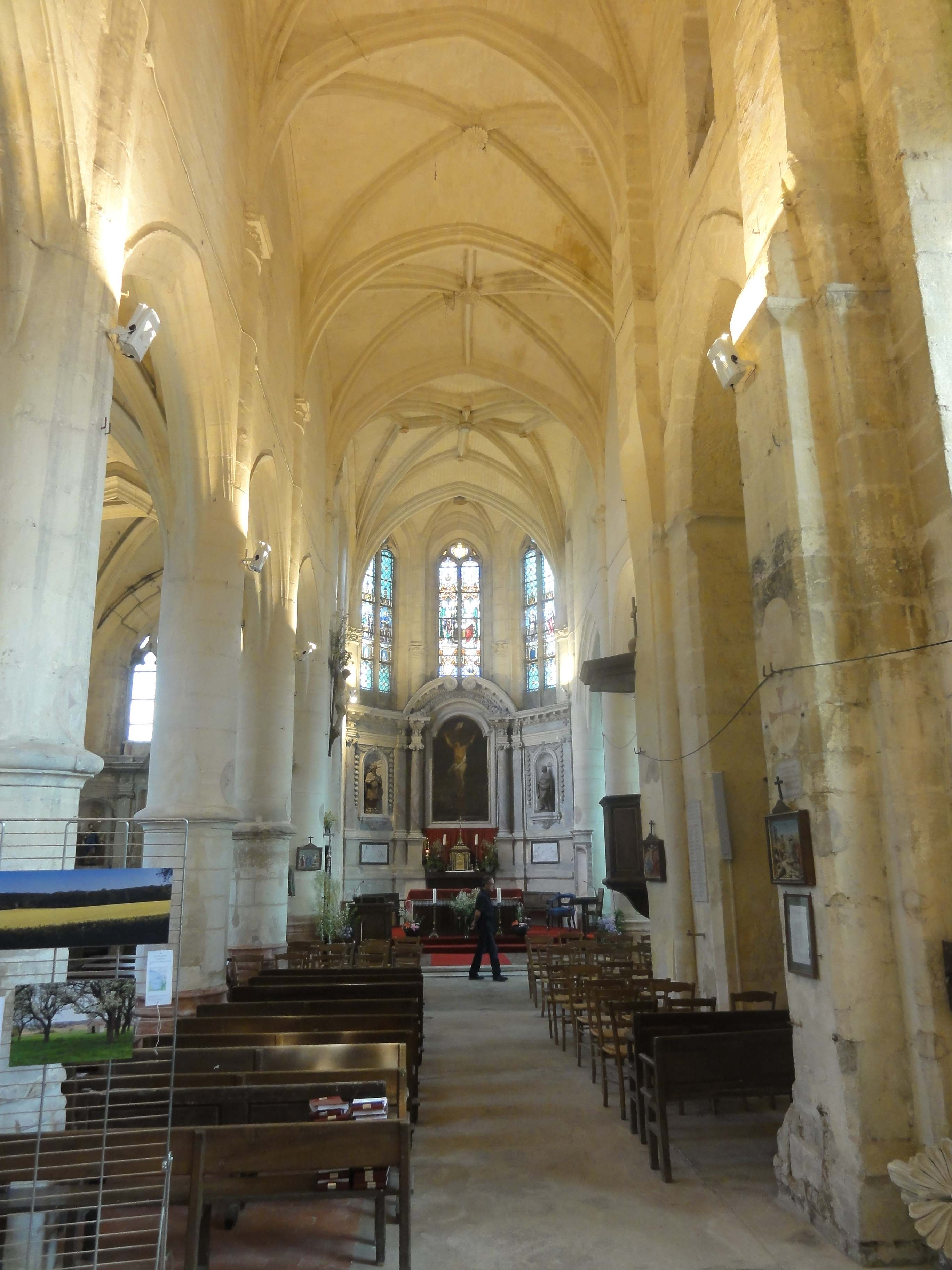
Nef, vue vers l'est.

La nef se caractérise, pour l'essentiel, par son plafond provisoire et sa charpente partiellement apparente ; par ses trois fenêtres en plein cintre au remplage Renaissance, s'inscrivant dans des arcs de décharge brisés ; par ses supports engagés dans le mur méridional ; et, surtout, par ses grandes arcades au nord. Au nombre de trois, elles sont identiques aux trois grandes arcades au nord du chœur, ainsi qu'à la dernière grande arcade du sud. Le critère pour la distinction entre nef et chœur est donc le voûtement d'ogives uniquement présent dans le chœur, sachant que la construction et l'entretien du chœur étaient à la charge des gros décimateurs, alors que la construction et l'entretien de la nef incombaient aux paroissiens sous l'Ancien Régime. Cette circonstance explique souvent l'absence de voûtement de la nef, et son architecture plus simple, comme par exemple à Asnières-sur-Oise, Écouen, Jouy-le-Comte, Maffliers, Presles, Vauréal, etc. Étant donné l'homogénéité des grandes arcades sur toute leur longueur, on peut toutefois admettre que la dernière travée de la nef et de son bas-côté auraient été voûtées, et considérer donc la partie de l'église située au nord du clocher comme faisant partie de la nef des fidèles. Il serait nécessaire de retrouver les comptes de la fabrique et d'éventuels contrats passés entre les habitants et les gros décimateurs pour trancher la question. Les grandes arcades sont en arc brisé, et affichent un profil prismatique composé d'un renflement dans l'intrados, et, du haut vers le bas, d'une étroite gorge, d'une rainure et d'une large gorge sur chaque face latérale. Ces arcades se fondent dans des piliers monocylindriques appareillés en tambour, comme à Bessancourt, Boran-sur-Oise, La Chapelle-en-Serval, Jagny-sous-Bois, Mont-l'Évêque, Précy-sur-Oise, Survilliers, Le Thillay et Vineuil-Saint-Firmin. Les piliers n'ont ni chapiteaux ni frises, mais comme particularité, ils sont bagués à un tiers de leur hauteur, où ils sont profilés d'un boudin aplati et d'un quart-de-rond. Les bases se résument à une simple plinthe mouluré, et reposent sur des socles octogonaux. Au-dessus des piliers, qui font légèrement saillie devant les surfaces des murs hauts, des faibles ondulations montent jusqu'aux chapiteaux des hautes-voûtes, qui sont doriques, et reflètent le goût de la Renaissance.
Les piliers engagés dans le mur méridional sont analogues à leurs homologues des grandes arcades, y compris les bagues et les  chapiteaux. L'absence de bas-côté sud et la présence d'une arcade bouchée dans le mur occidental du clocher donnent à penser que la nef soit restée inachevée, mais le mur du sud ne semble pas du tout provisoire. En effet, les fenêtres sont munies d'un remplage de trois formes en plein cintre, dont celle au centre est plus élevée que les deux autres. Les meneaux affectent un profil chanfreiné simple. Un faible ébrasement entoure les fenêtres. En haut, s'y ajoutent les arcs de décharge déjà signalés, moulurés à l'instar des faces latérales des grandes arcades. Ces arcs de décharge sont en plus situés à la même hauteur que les grandes arcades. Il paraît donc que ce sont en réalité les grandes arcades du sud, déjà exécutées au milieu du XVIe siècle, et fermées provisoirement par des lattes, avant que la décision ne soit prise de ne pas mettre en œuvre le bas-côté sud, ce qui aurait entraîné la mise en place des fenêtres actuelles, quelques années après la bénédiction du maître-autel. Pour venir au plafond, il possède un pan oblique du côté sud, et présente un début de voûte en berceau au nord. Peu après la première panne intermédiaire (en comptant depuis le bas), le plafond devient plat. En plus des deux pannes, l'on aperçoit de la charpente trois entraits, situées au-dessus des piliers intermédiaires et à l'intersection entre la nef et le chœur, et les arbalétriers et poinçons correspondants. Quant au bas-côté, il est dénué de caractère. Son plafond est le revers du toit en appentis, avec charpente apparente. Le mur du nord est percé de trois petites fenêtres en plein cintre sans ébrasement ni décoration, qui sont susceptibles d'être modernes. La première travée abrite les fonts baptismaux.

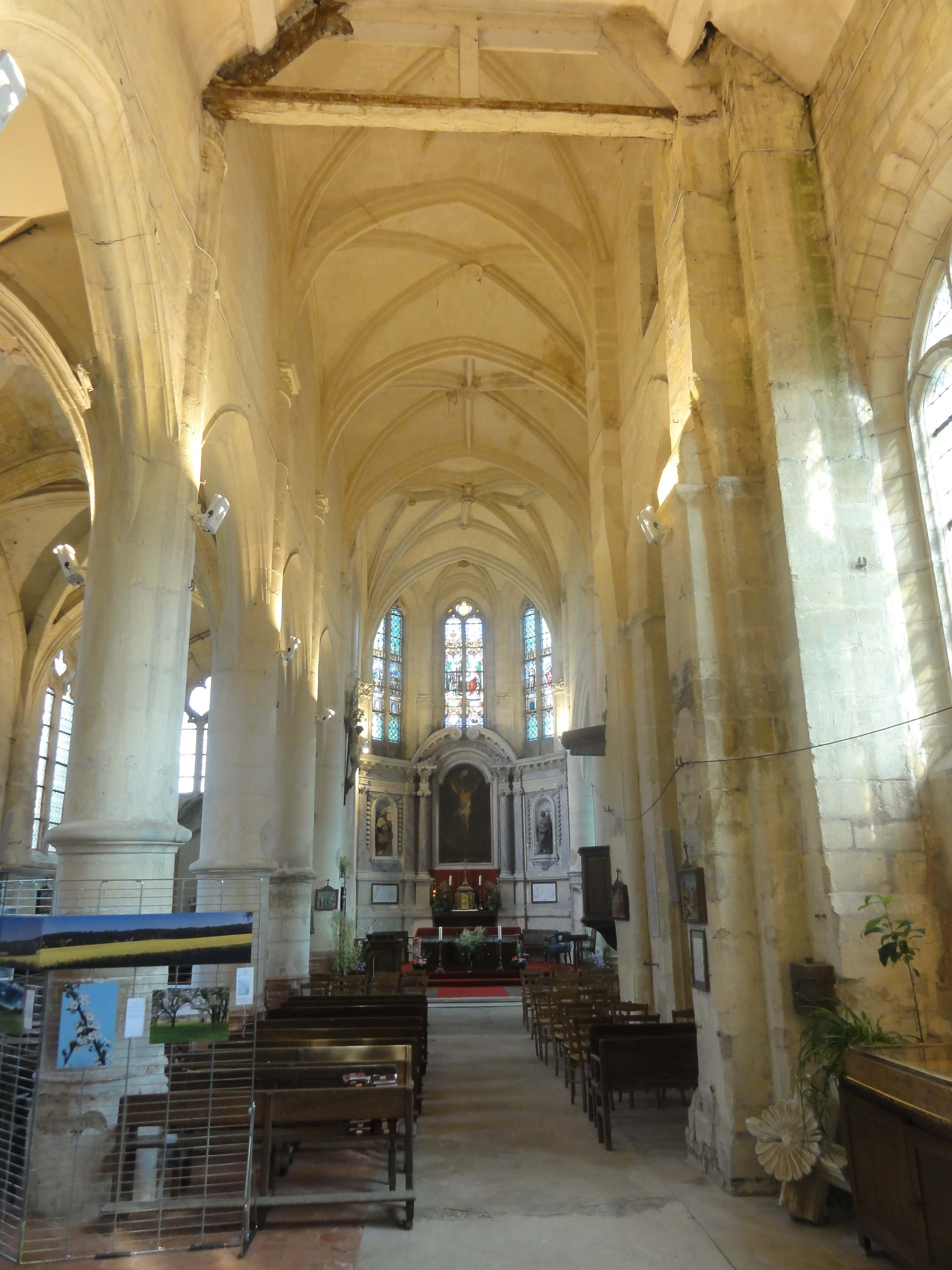
Nef, vue vers l'est.
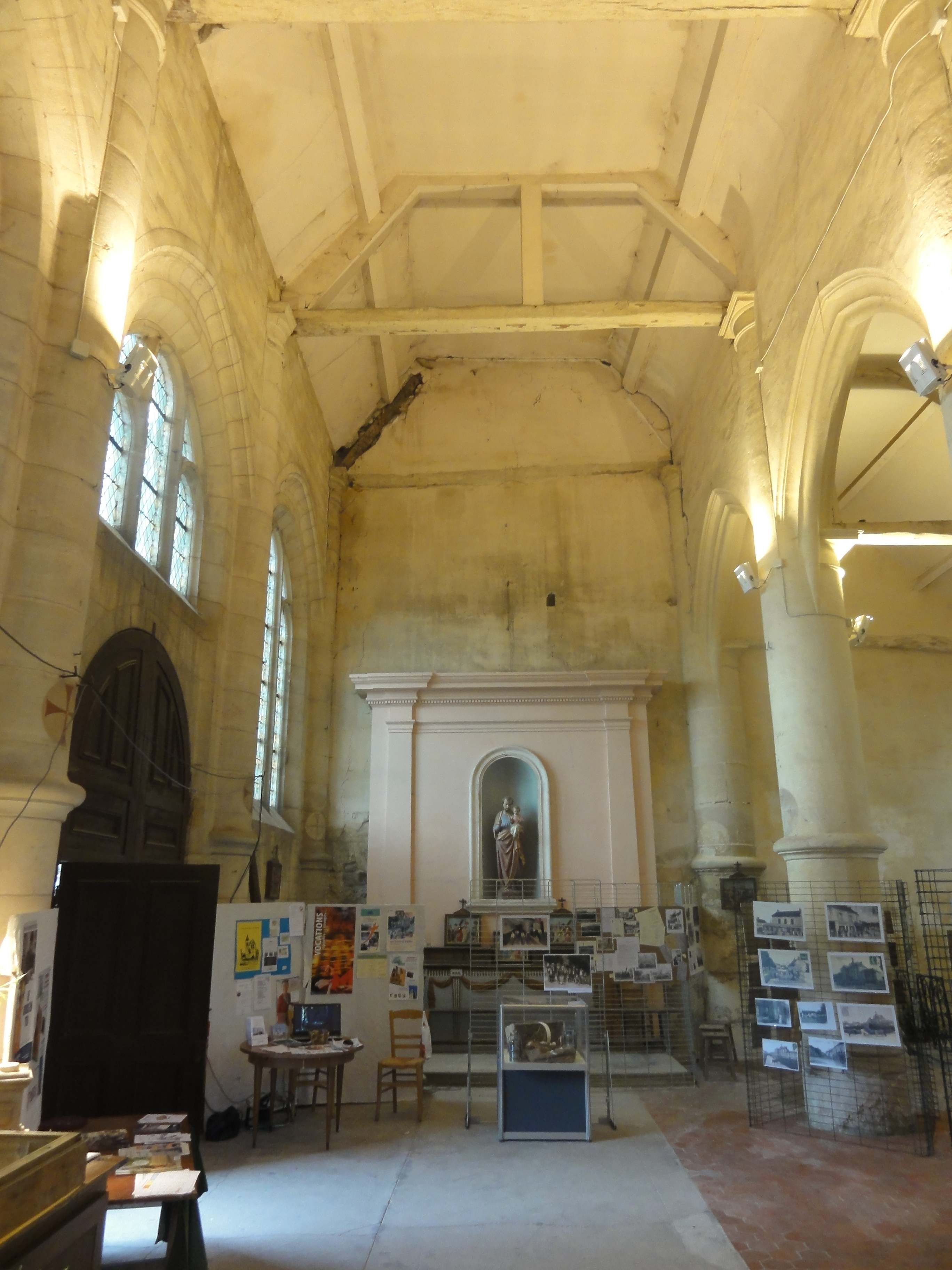
Nef, vue vers l'ouest.
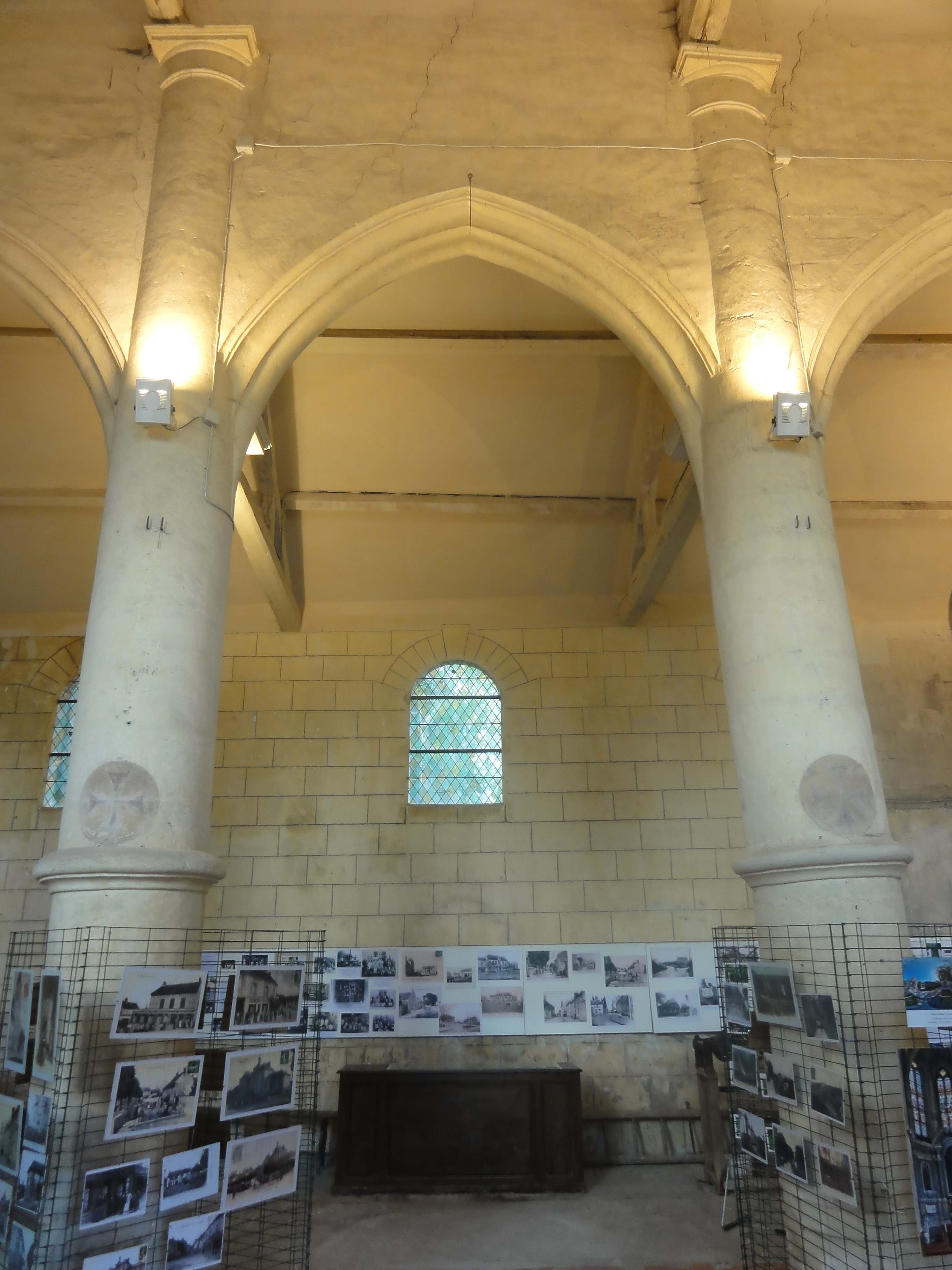
2e grande arcade.
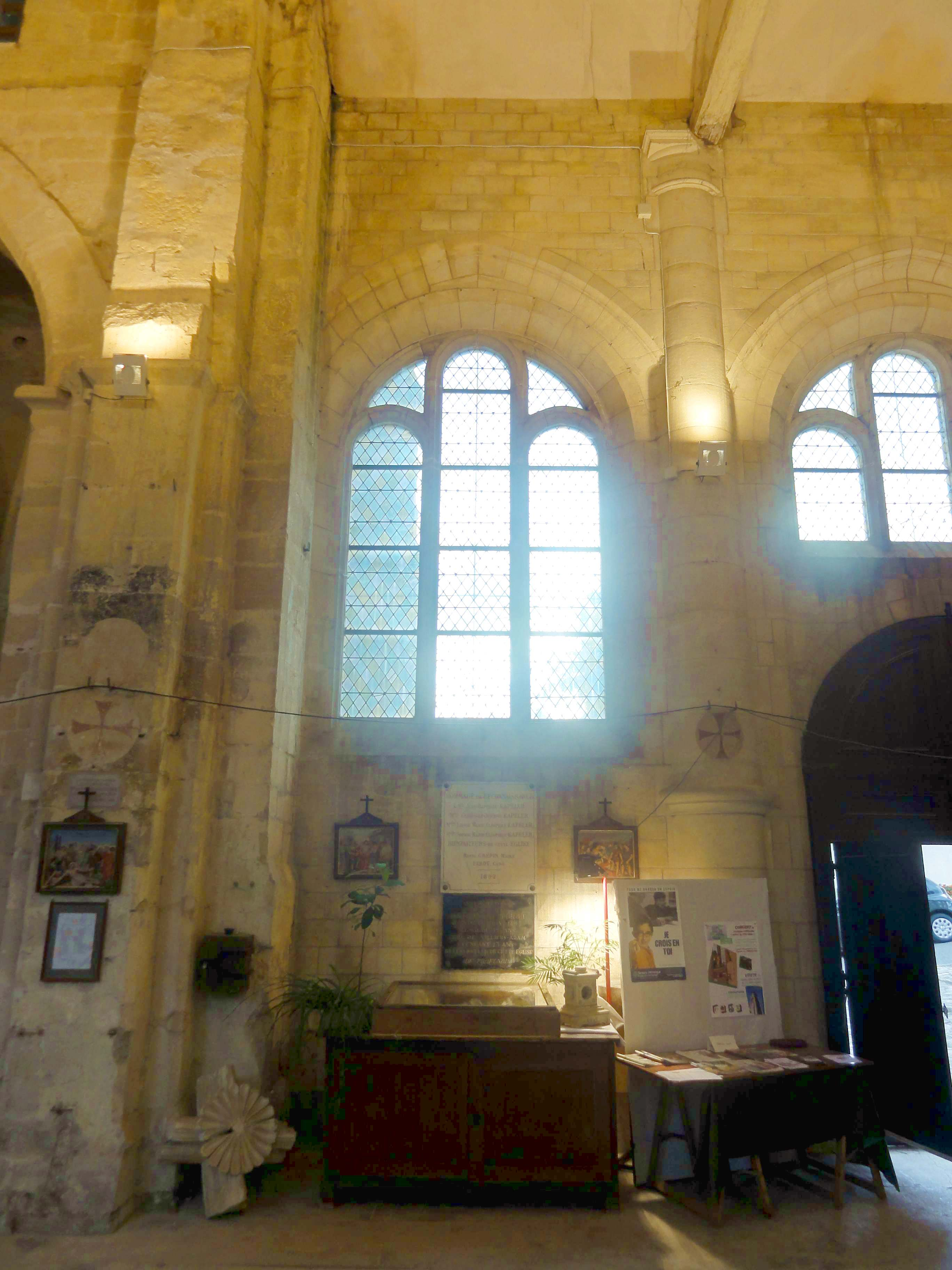
3e travée, élévation sud.
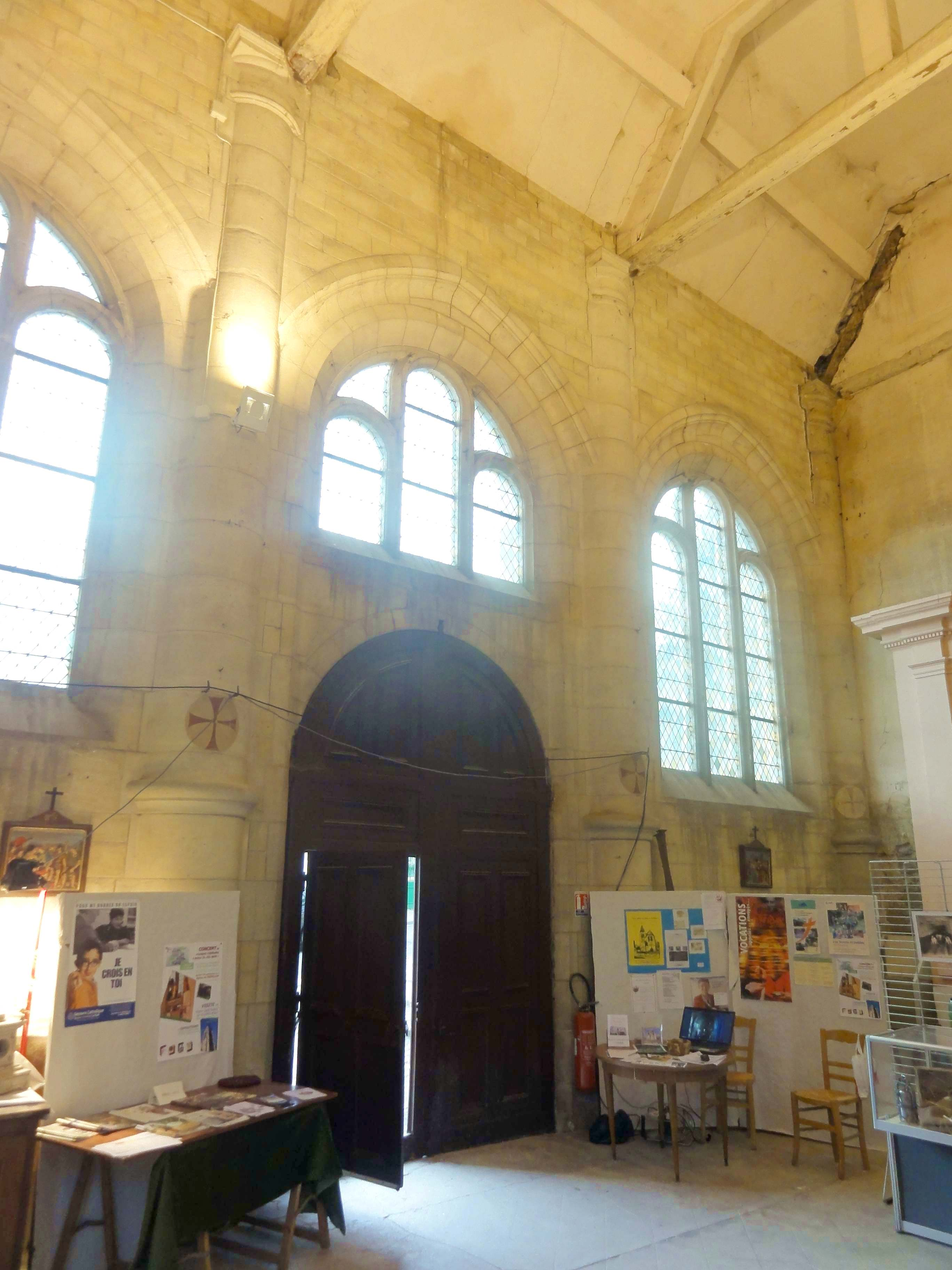
2e et 1re travée, élévation sud.
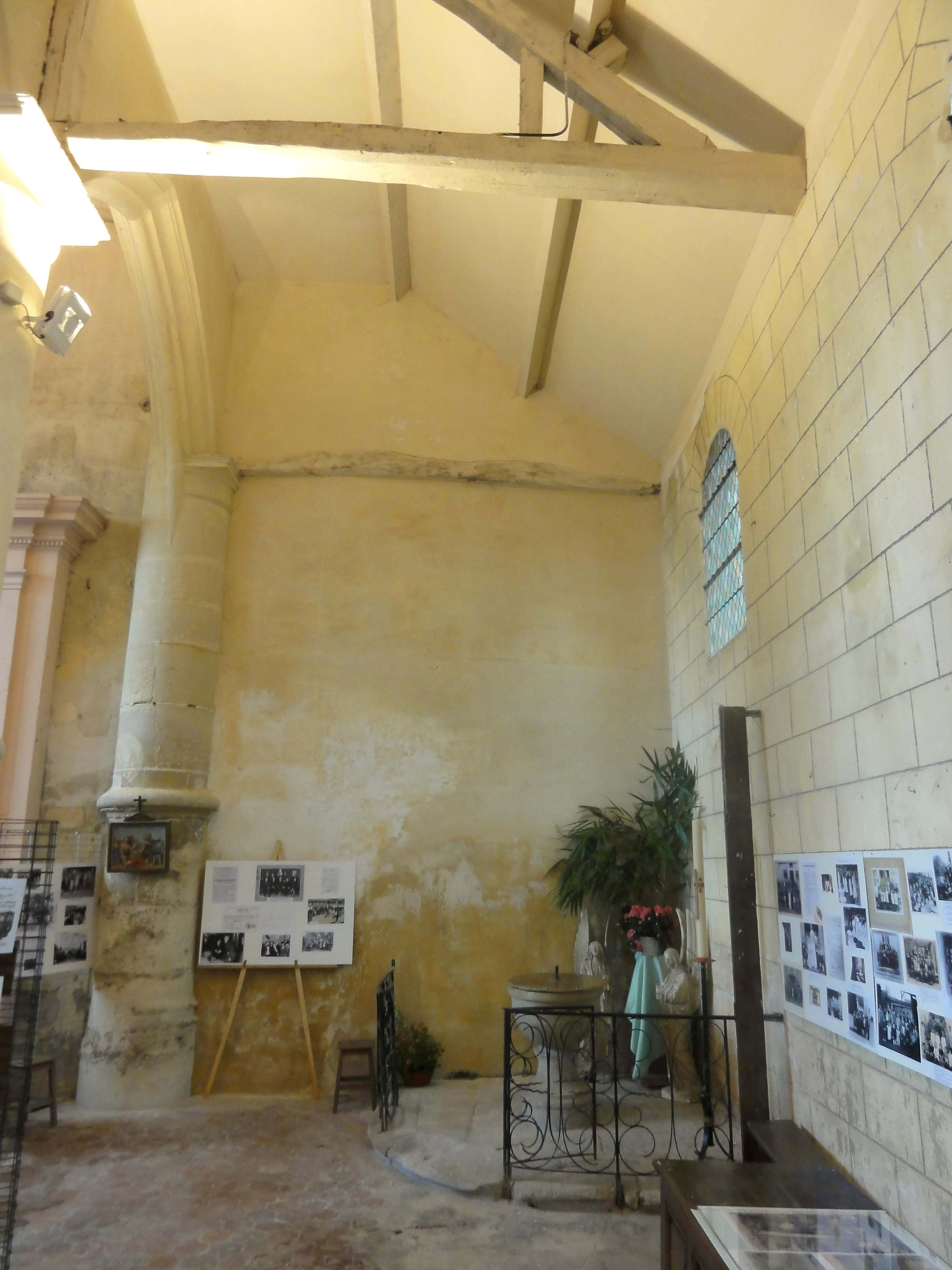
Bas-côté, vue vers l'ouest.

#### Chœur

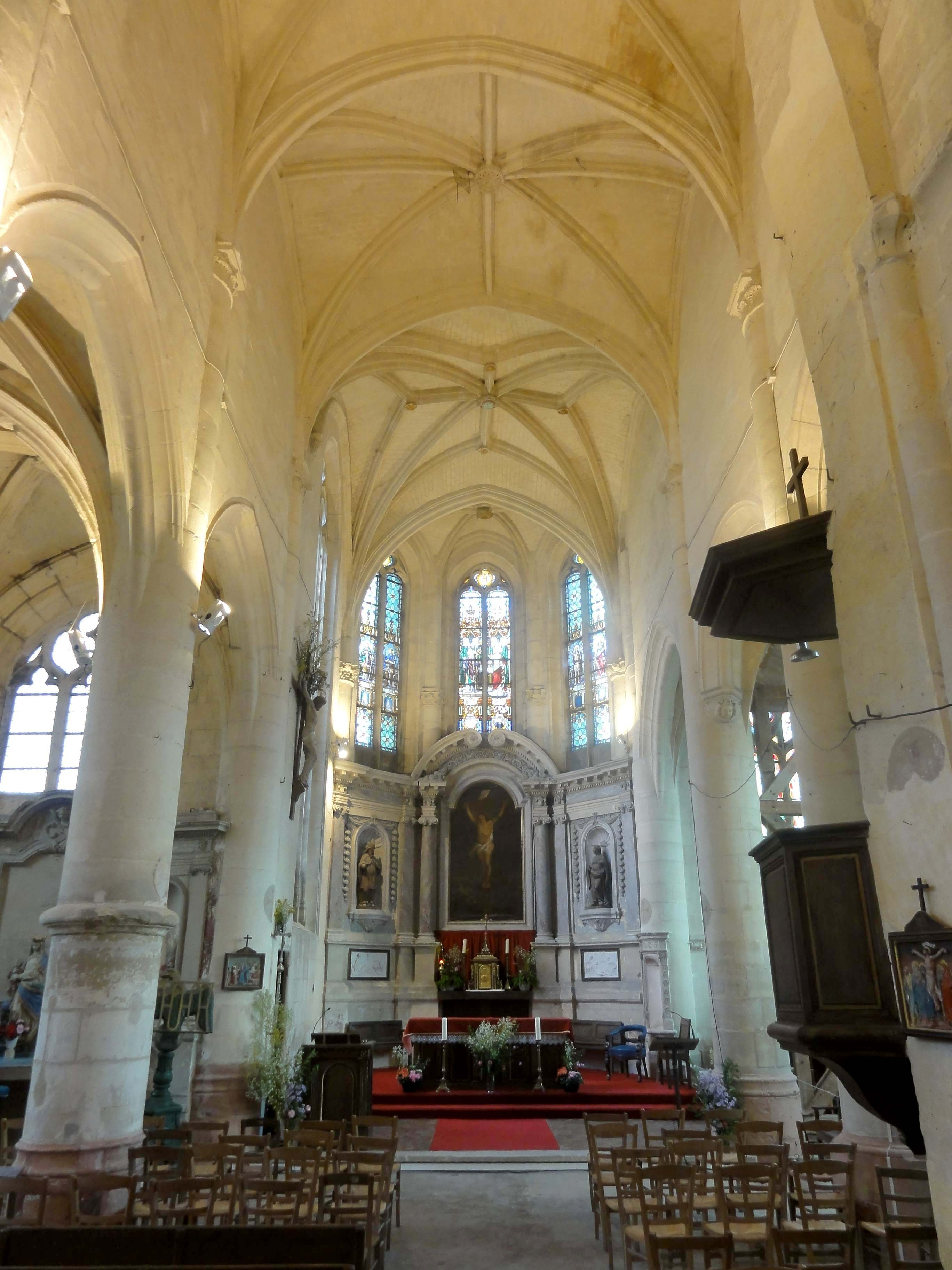
Chœur, vue vers l'est.

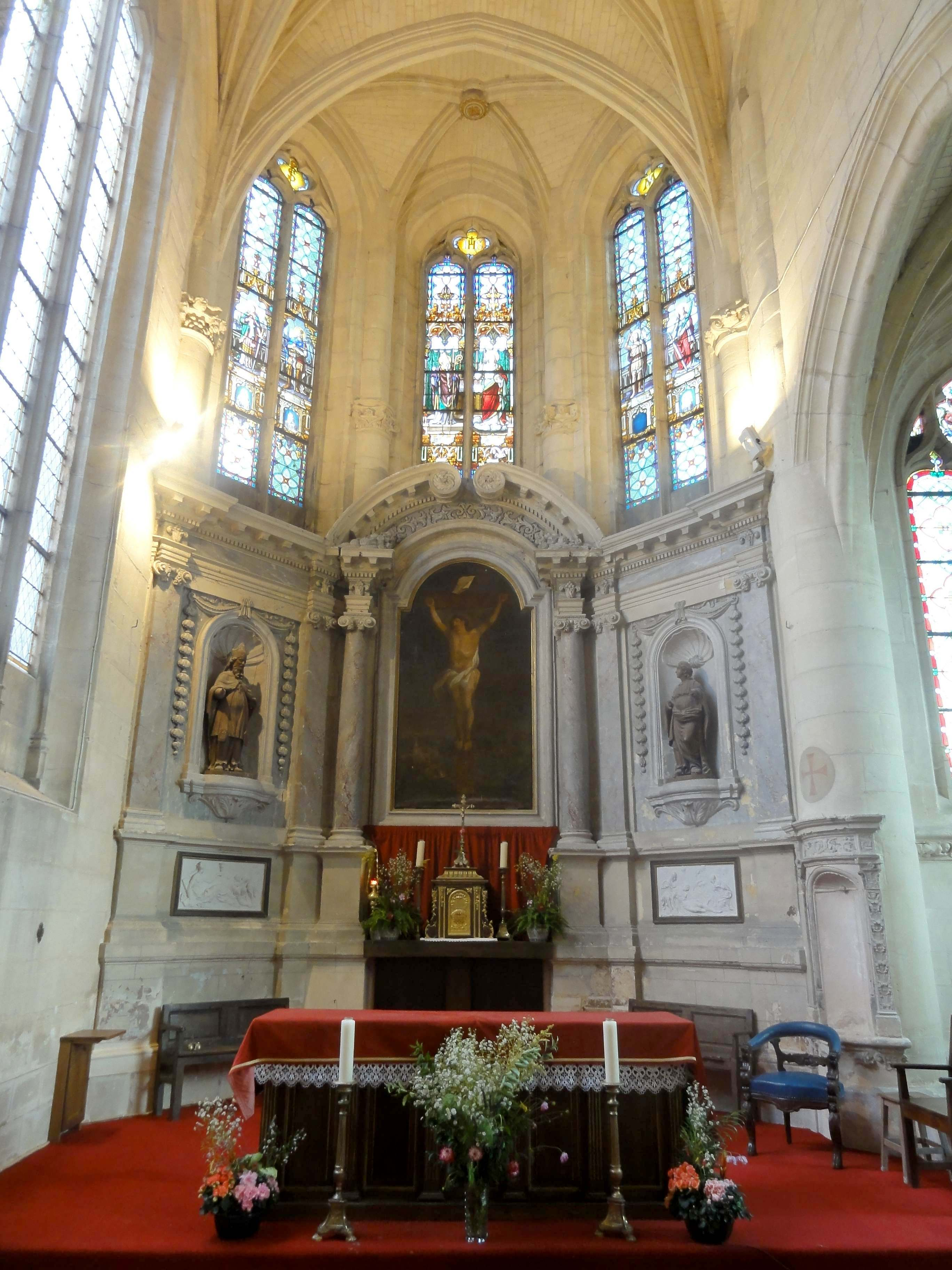
Vue dans l'abside.

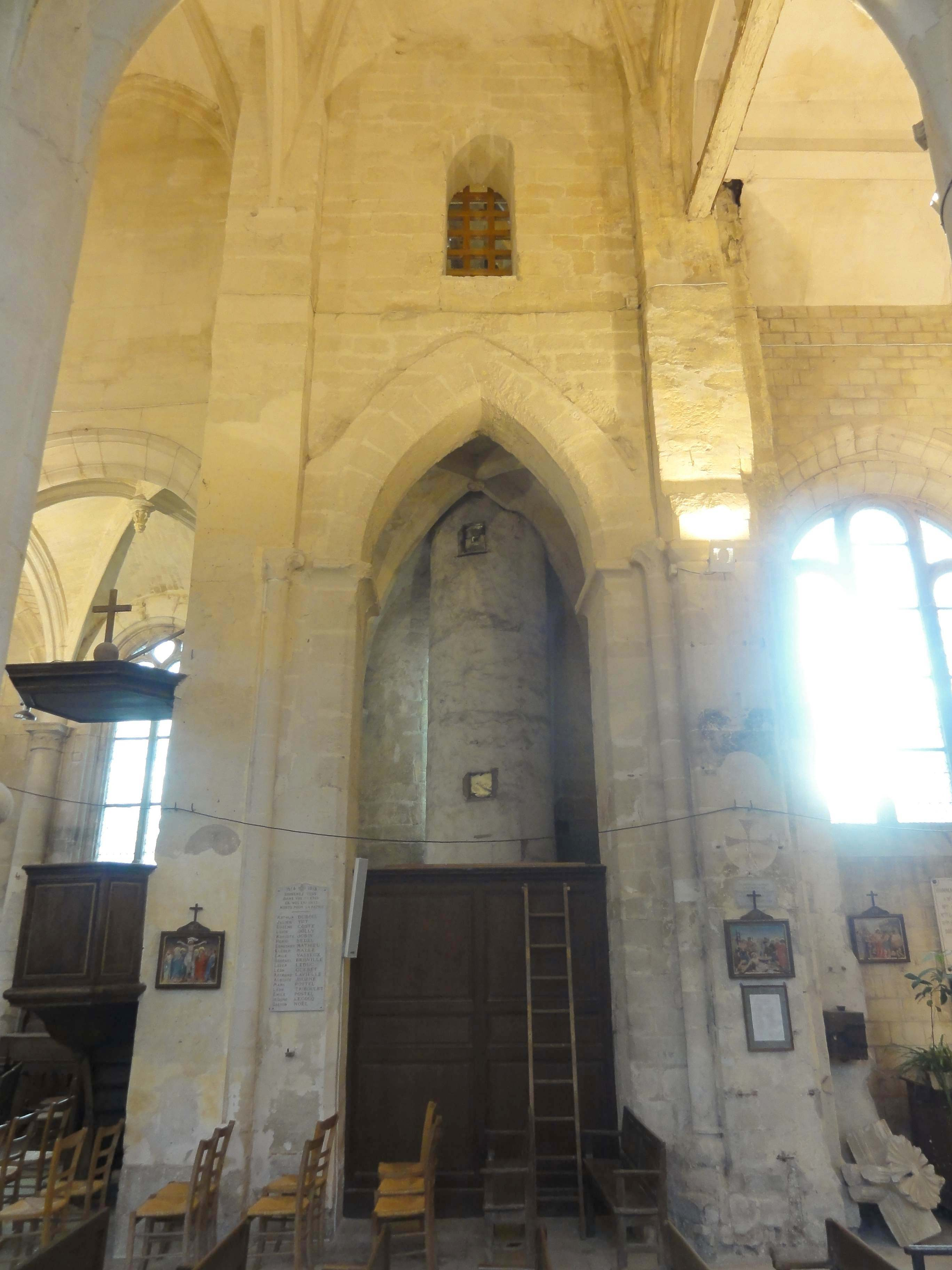
Vue sur le clocher depuis le nord.

La première travée du chœur est particulière, car elle est délimitée au sud par le clocher. Des contreforts plats font saillie dans la nef. Entre ces deux contreforts, et à une certaine distance, s'ouvre une arcade en tiers-point non moulurée, aux arêtes abattues. Cette arcade retombe sur des tailloirs ou impostes, et dans les angles entre les piliers de l'arcade et les contreforts, subsistent deux colonnettes à chapiteaux du XIIIe siècle, qui devaient supporter les ogives de la travée correspondante de la précédente église. Son vaisseau central devait donc être beaucoup moins élevé, et le départ d'arc-doubleau visible sur le contrefort à droite de l'arcade parle dans le même sens. Au-dessus de l'arcade, court un bandeau horizontal, et le premier étage du clocher est percée d'une petite baie en plein cintre, sans ébrasement ni décoration. Elle est fermée par une grille en bois, et la base du clocher est fermée par une cloison en bois, afin de servir de local de rangement ou deuxième sacristie. Après le clocher, le vaisseau central du chœur s'élargit vers le sud, c'est-à-dire, les grandes arcades du sud ne sont pas situées dans l'axe de l'arcade au nord de la base du clocher.
Le vaisseau central du chœur comporte quatre travées droites, qui présentent généralement une élévation sur trois niveaux, avec l'étage des grandes arcades et un étage de murs hauts aveugles au-dessus des grandes arcades, sauf la quatrième travée côté nord, qui est éclairée par une haute fenêtre à l'instar de l'abside. Les grandes arcades du nord et la dernière grande arcade du sud ont déjà été décrites dans le contexte de la nef. Les deux premières grandes arcades du sud (sans compter la base du clocher) sont différentes, et leurs faces latérales sont taillées en biseau, délimité supérieurement par une rainure, tandis que l'intrados est mouluré d'un large boudin au milieu d'un méplat. Ces arcades sont en cintre surbaissé, et ne se fondent pas dans les piliers, mais sont reçues sur des culs-de-lampe dans le goût de la Renaissance. Leurs corbeilles sont sculptées d'une tête de chérubin entre deux ailes, et les tailloirs comportent un rang de feuilles simples, un rang de denticules esquissés, et un rang d'oves. À l'est du clocher, le cul-de-lampe est directement engagé dans la pile du clocher. Dans l'ensemble du chœur, l'on trouve des chapiteaux du second ordre différents de ceux de la nef. Leurs tailloirs repètent le décor observé sur leurs homologues des culs-de-lampe, tandis que les corbeilles sont revêtues de feuilles d'acanthe, avec des fleurettes dans les écoinçons. L'on trouve des chapiteaux identiques à l'angle nord-est de l'église de Conflans-Sainte-Honorine, dans le bas-côté de Jouy-le-Comte, et sur les arcades latérales du chœur de Maffliers. Les voûtes ont des doubleaux et formerets en arc légèrement brisé, et les nervures affichent un profil prismatique. Dans la troisième travée, les ogives sont complétées par quatre liernes qui se distinguent par leur modénature méplate, tandis que la voûte de la quatrième travée est agrémentée de liernes et tiercerons selon le dessin habituel, avec une clé principale et quatre clés secondaires. Dans la dernière travée, qui est de plan trapézoïdal, l'on s'est contenté de quatre branches d'ogives, comme pour une voûte ordinaire. Les clés de voûte sont des disques au décor végétal. Les bordures de certaines clés sont décorées de motifs de la Renaissance.
La dernière travée droite du vaisseau central ne possède qu'une grande arcade que du côté sud, tandis que le mur septentrional est ajouré d'une grande fenêtre, comme à Groslay, où cette disposition est probablement imputable au prolongement du collatéral sud. La partie à pans coupés de l'abside est voûtée à part, comme à Jouy-le-Comte, Groslay, La Chapelle-en-Serval, Mont-l'Évêque et au Thillay. Il en résulte une travée sur plan trapézoïdal. Par ailleurs, il semble que le maître d'œuvre a modifié son projet au cours des travaux, ou il y avait une interruption du chantier, car le doubleau ouvrant sur la travée à pans coupés ne retombe pas sur l'ondulation la plus proche de la dernière grande arcade du sud, qui reste ainsi sans fonction. Néanmoins, les supports de l'abside sont des piliers monocylindriques engagés dans les murs, conformément au parti retenu pour les autres parties du vaisseau central. L'on trouve ici des chapiteaux librement inspirés de l'ordre corinthien, dont ceux au nord et au sud-est sont les plus intéressants. Sur le premier, les volutes d'angle sont remplacés par des têtes de cheval, et une tête humaine se profile au milieu du tailloir, entre deux angles. Sur le second, l'on trouve des volutes plus classiques, mais un vase et la tête d'un jeune enfant se dégagent au milieu des deux faces. De telles libertés ont souvent été prises par rapport au modèle antique, comme par exemple à Cauvigny, Louvres et Villiers-le-Bel, où l'influence de la Renaissance italienne est plus marquée, ou dans les collatéraux de la cathédrale Saint-Maclou de Pontoise. En ce qui concerne les fenêtres, celle de la travée droite est désaxée vers l'est, et possède un remplage à trois lancettes à têtes tréflées, surmontées de trois soufflets et deux mouchettes. Les trois baies du chevet ne comptent que deux lancettes à têtes tréflées, surmontées d'un seul soufflet et de deux mouchettes. L'on note les petites proportions du lobe central des trilobes des lancettes et des soufflets. Les meneaux affectent une modénature aigüe et sont munis de bases, comme à la période flamboyante. Les tiers inférieurs des baies du chevet ont été bouchés pour la pose du retable du maître-autel, qui se compose d'une corps central et de deux ailes latérales obliques, et épouse ainsi la forme du chevet.

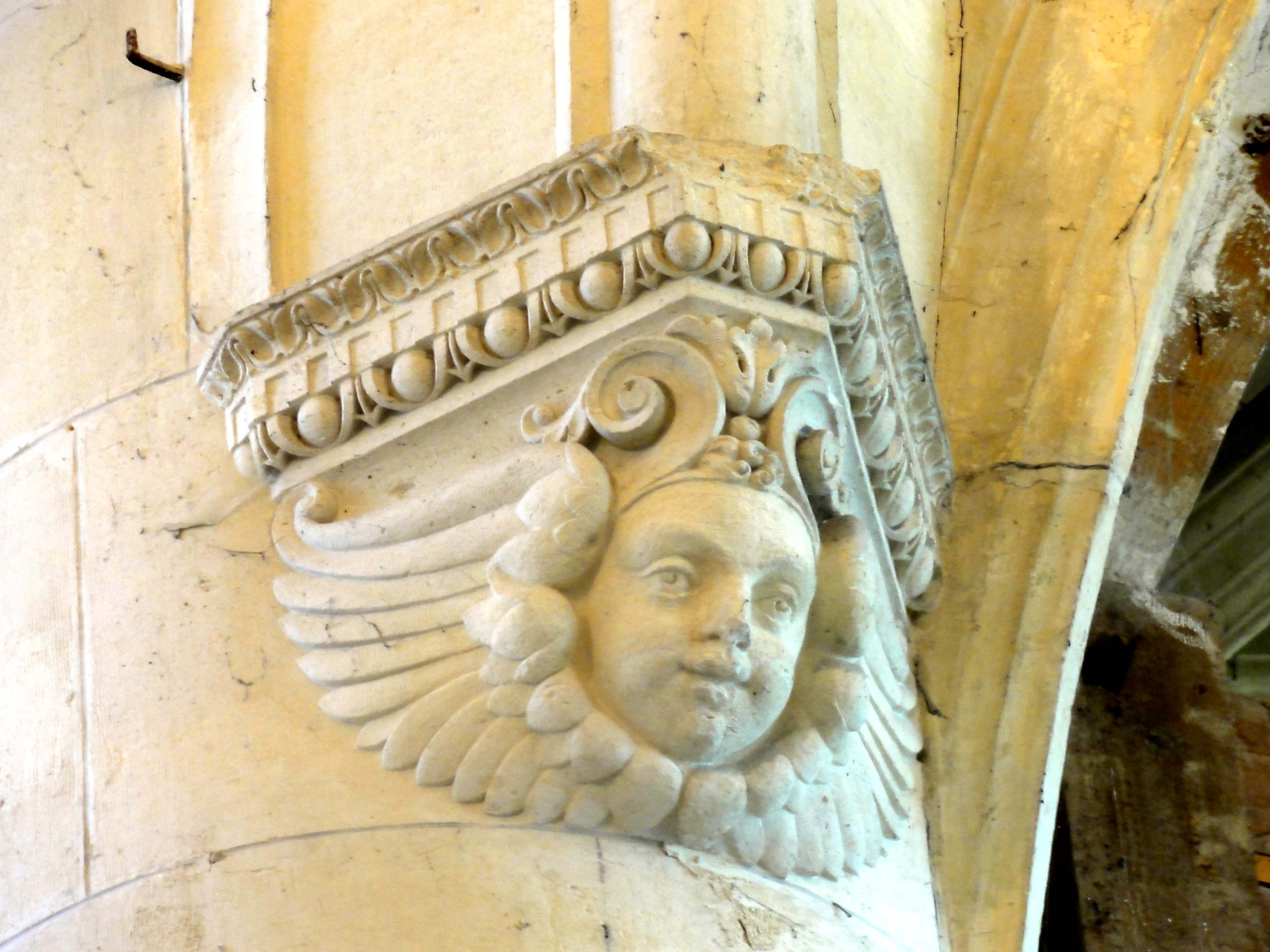
Cul-de-lampe des grandes arcades du sud.
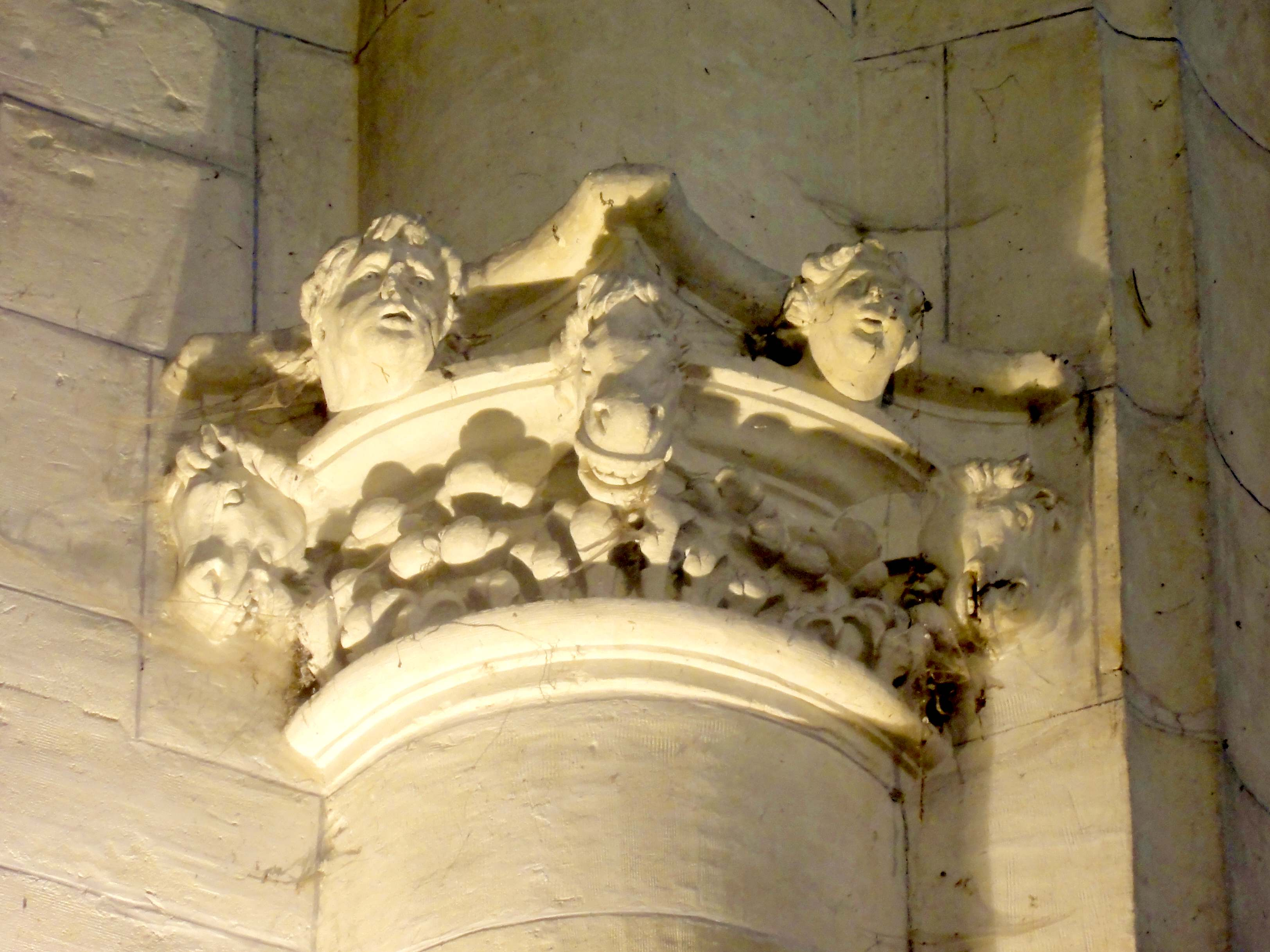
Chapiteau corinthien au nord de l'abside.
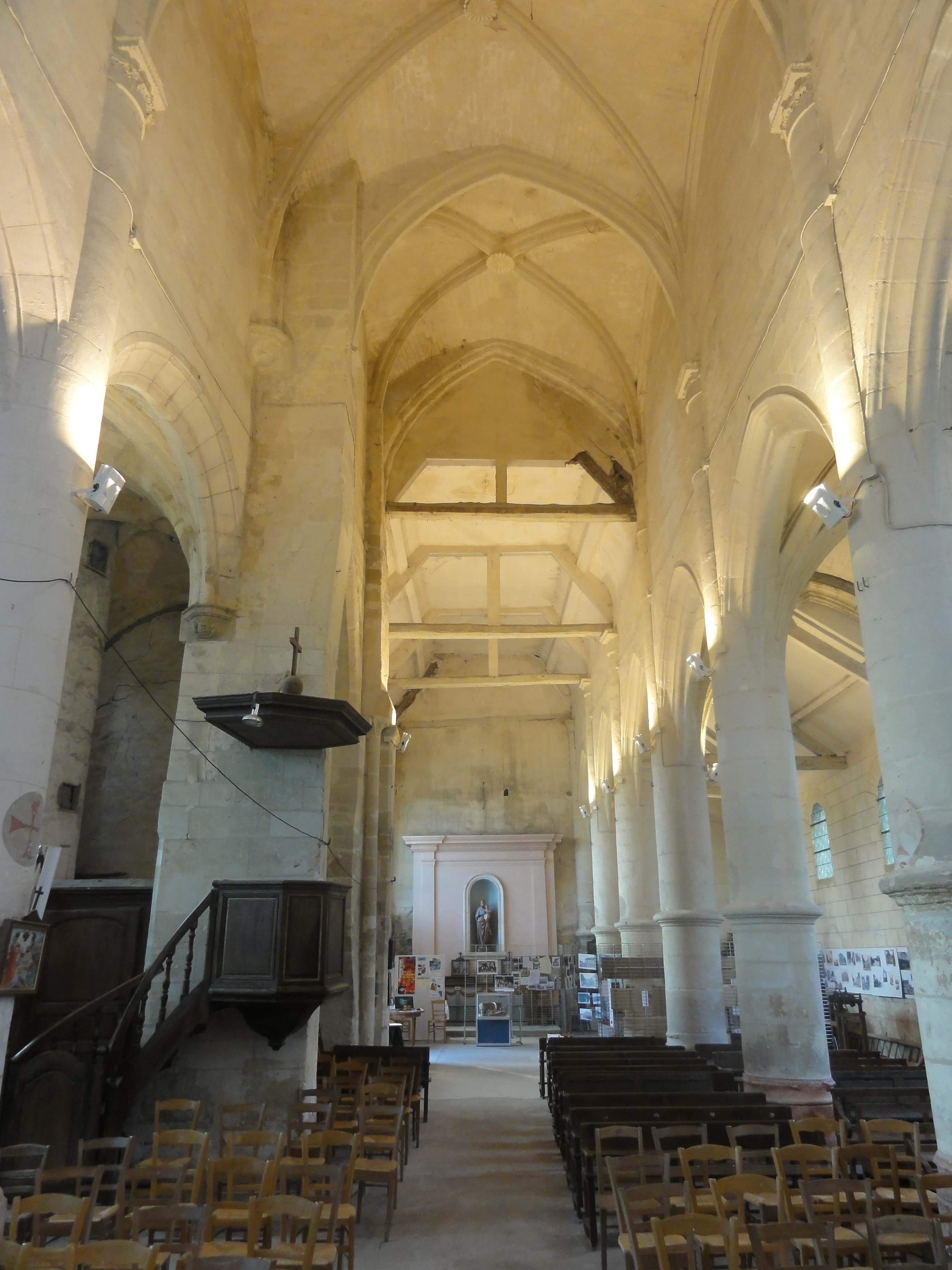
Chœur, vue vers l'ouest.
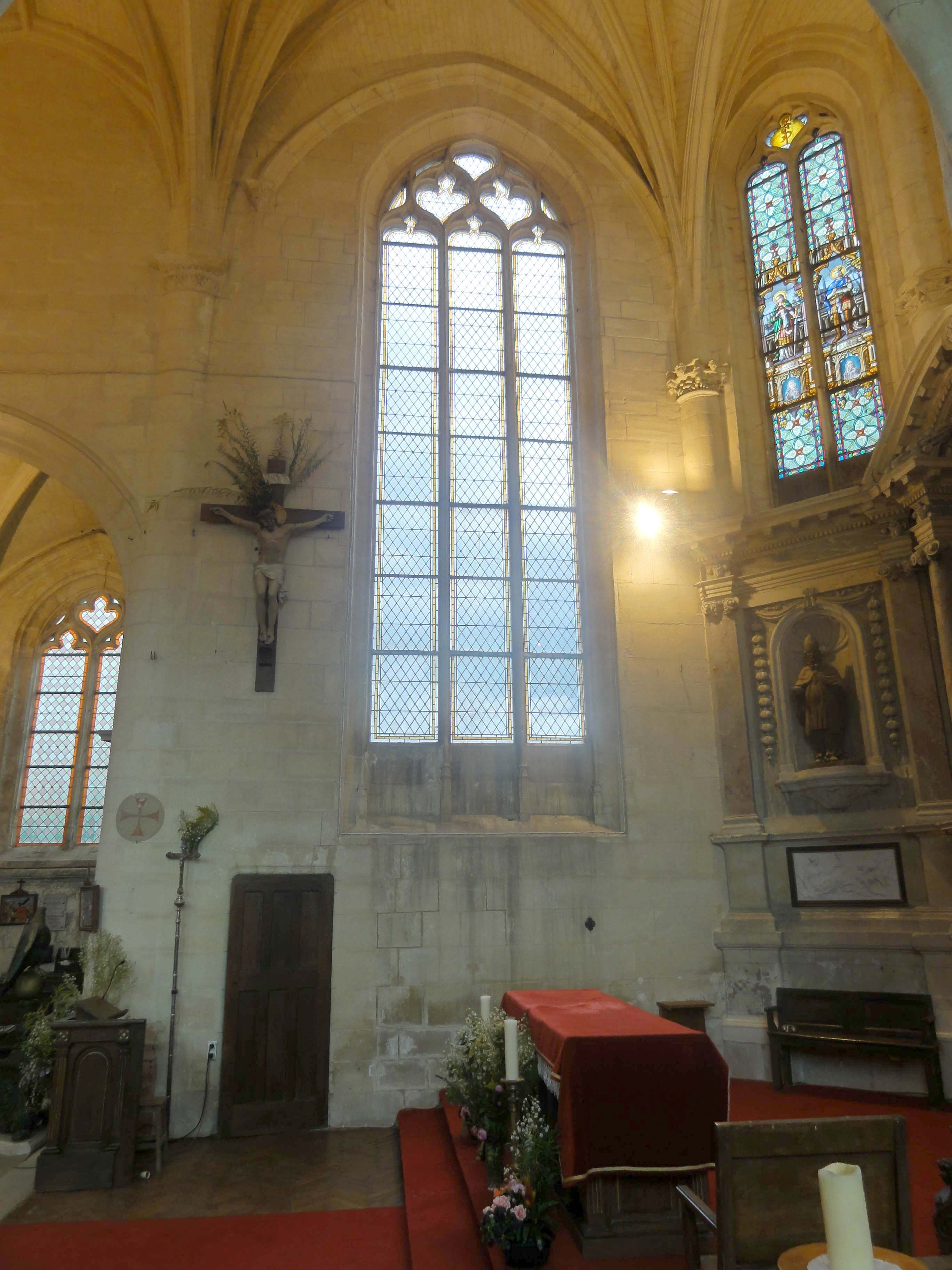
Dernière travée droite, élévation nord.
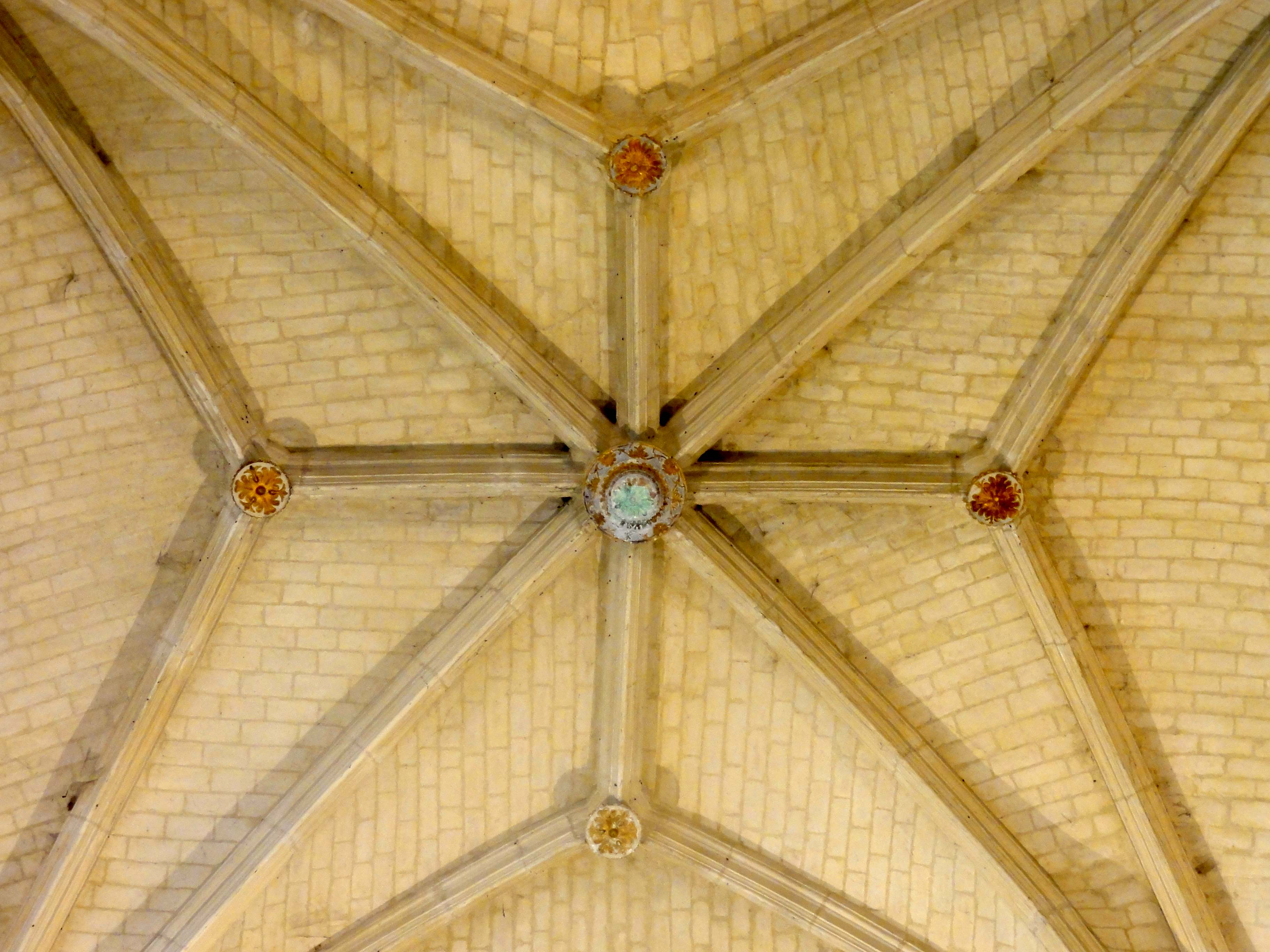
Voûte de la dernière travée droite.
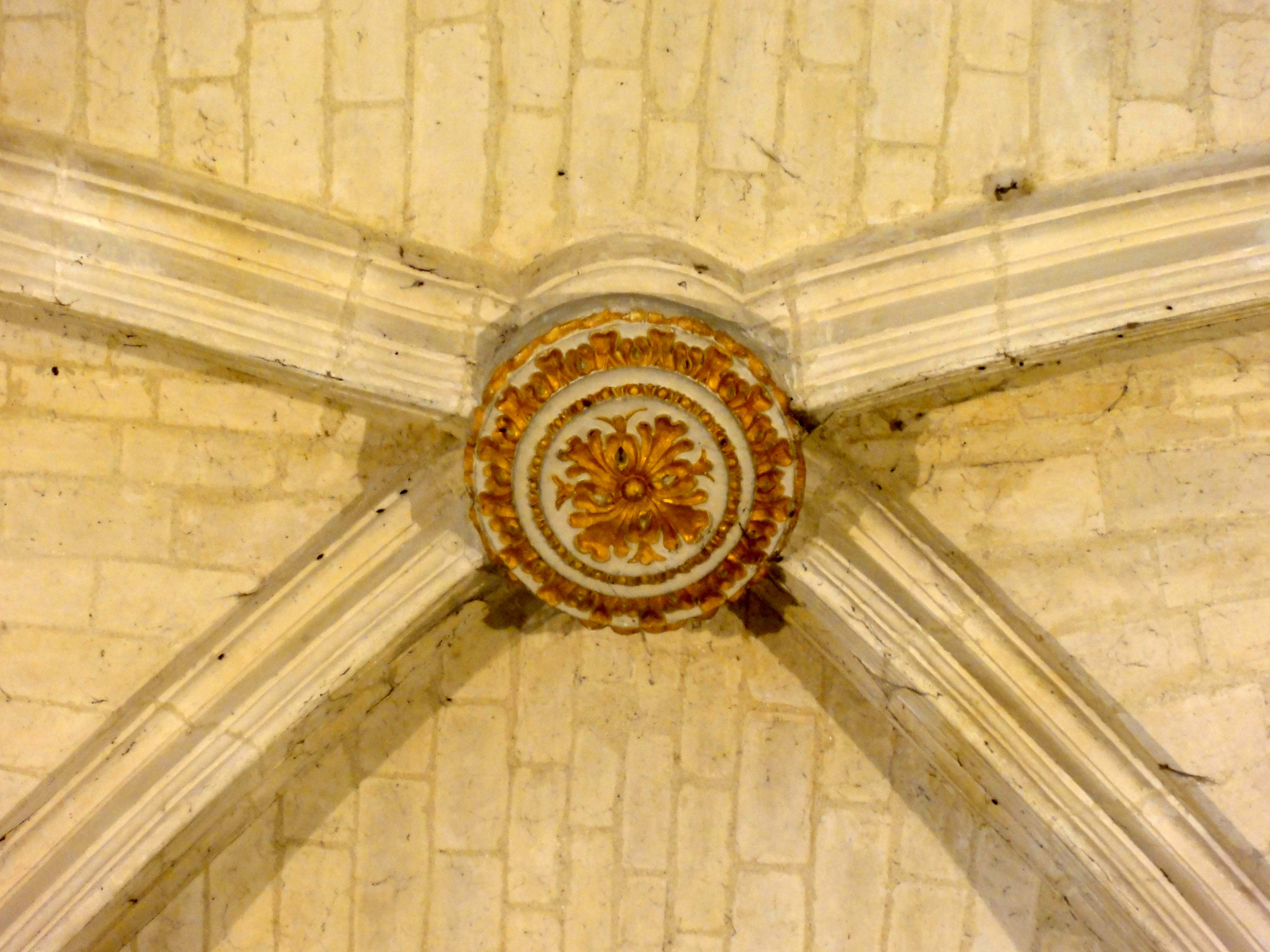
Clé de voûte de l'abside.

#### Base du clocher et collatéraux

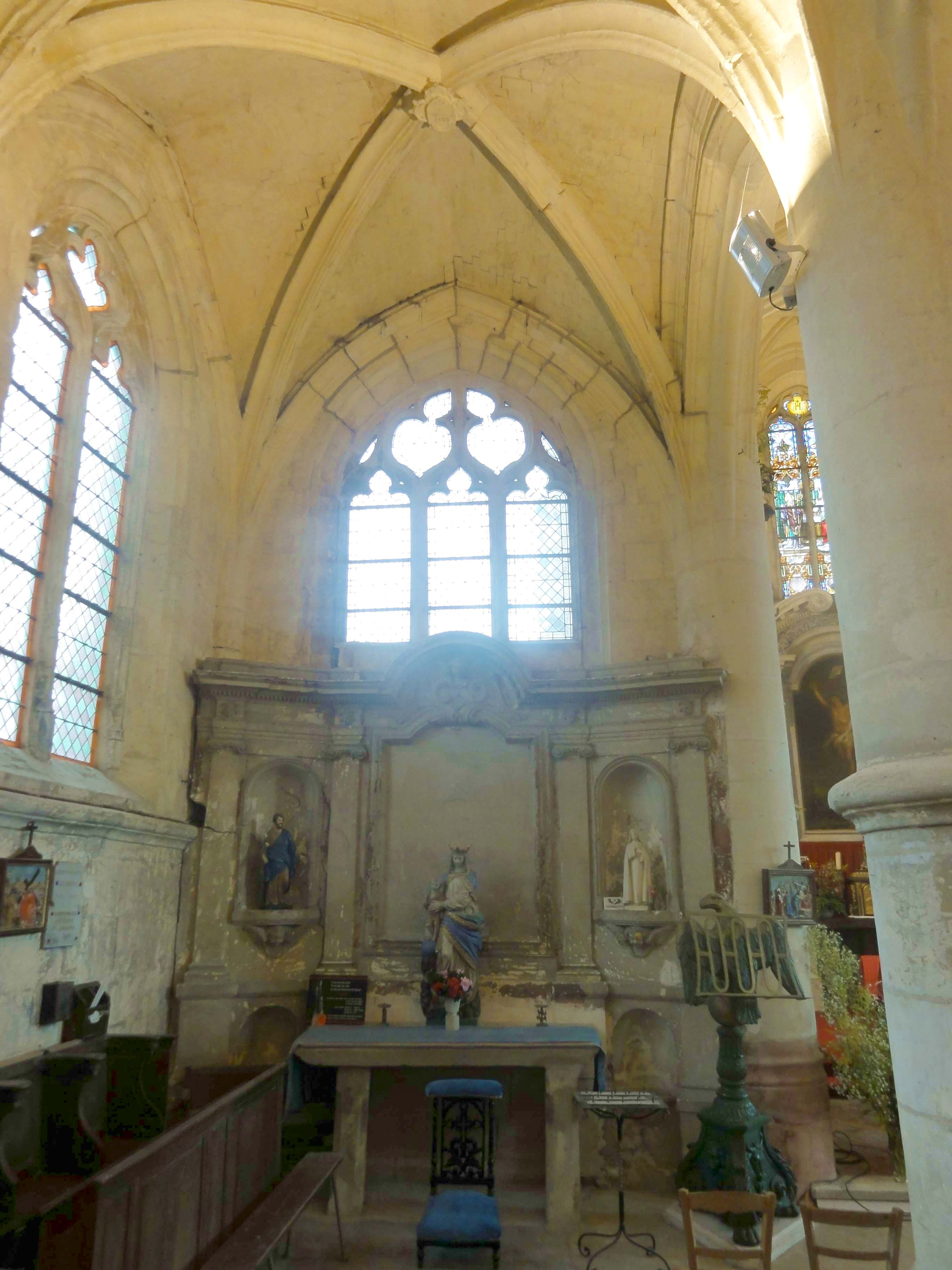
Collatéral nord.

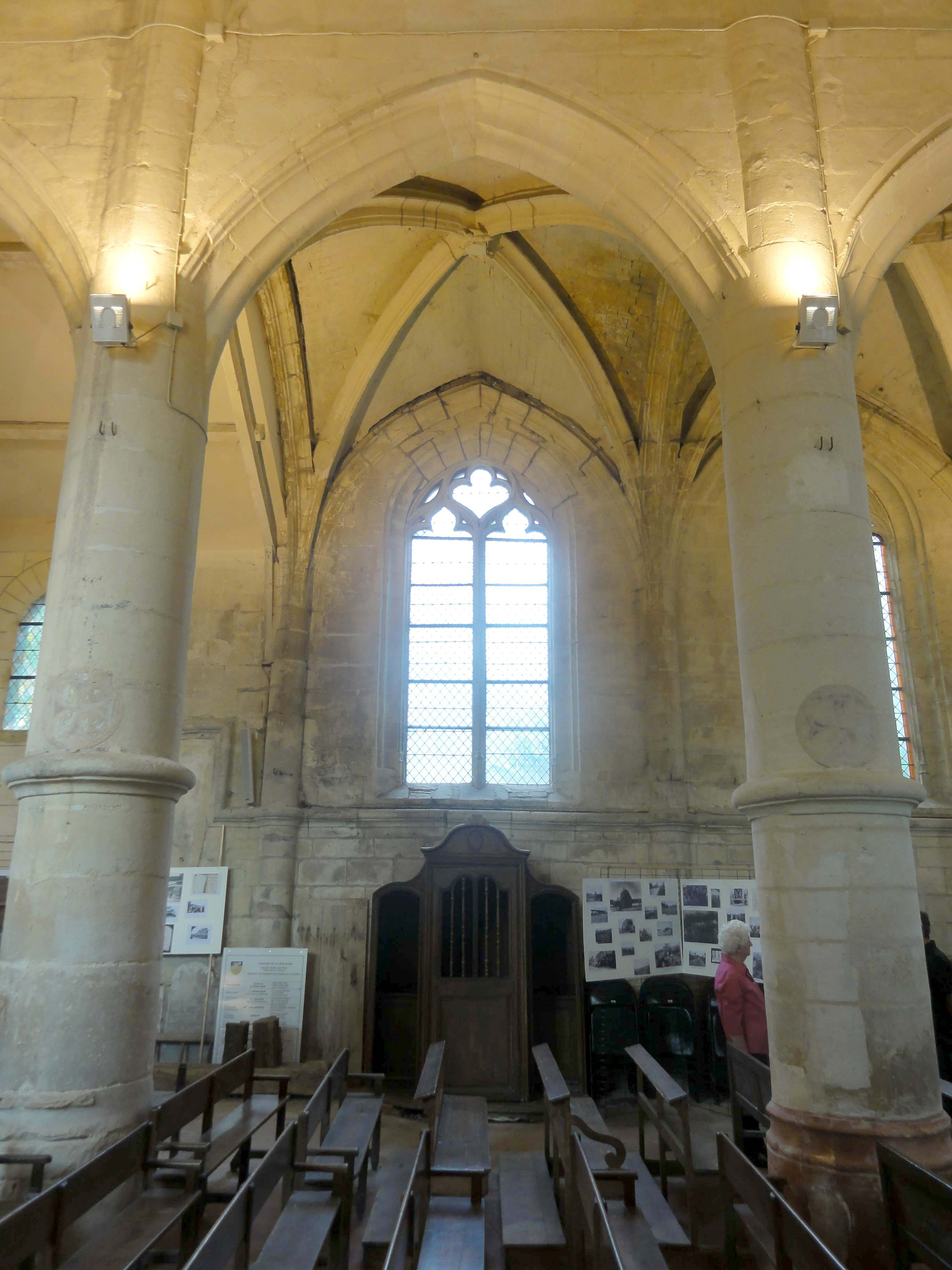
Vue sur la 1re travée du collatéral nord.

Le collatéral nord du chœur fait directement suite au bas-côté de la nef, et compte trois travées voûtées d'ogives. Les doubleaux et formerets sont en tiers-point, et les nervures des voûtes affectent un profil prismatique aigu, différent de celui observé sur les voûtes du vaisseau central. Les clés de voûte sont armoriées, mais les écussons sont tous vierges : soit les blasons étaient seulement peints et ont été effacés à la Révolution, soit ils ont été bûchés. Les écussons sont portés par deux angelots, ou entourés de quatre arcatures trilobées garnies de crochets. Tout ceci renvoie clairement à la période flamboyante. De même, les réseaux des fenêtres sont eux aussi flamboyants et largement analogues à ceux de l'abside. Les fenêtres latérales, qui prennent appui sur un mur-bahut délimité par un bandeau mouluré, sont à deux lancettes, et affichent le même remplage que les trois baies du chevet. La baie orientale est à trois lancettes à têtes trilobées, qui sont surmontées de deux soufflets dissymétriques obliques, et de deux étroites mouchettes.
Depuis l'est, la base du clocher s'ouvre par une arcade en tiers-point, qui n'est pas moulurée et simplement chanfreinée, et retombe sur des impostes moulurées, sans différence notable avec l'autre arcade donnant sur le vaisseau central. La travée contient une tourelle d'escalier intérieure, ce qui est assez rare. Les églises d'Armancourt, Verberie et Ully-Saint-Georges en offrent des exemples, mais pas à l'intérieur de la base du clocher. Bien que se situant devant la baie du sud, la tourelle ne l'obture pas. La baie est en arc brisé, et largement ébrasée. À l'ouest, l'on note une arcade en tiers-point bouchée, et munie d'une petite porte. La voûte ne possède pas de formerets, et ses ogives affichent un profil chanfreiné sommaire, qui défie la datation. La retombée s'effectue sur des ressauts des piliers. La clé de voûte est un disque arborant une fleur à cinq pétales. Trois trous pour le passage des cordes ont été percés dans les voûtains.
Le collatéral sud se distingue par ses deux premières grandes arcades en cintre surbaissé, qui retombent sur des culs-de-lampe dans le goût de la Renaissance. Dans un même sens, les voûtes des premières travées sont en plein cintre, et le doubleau intermédiaire retombe au sud sur un chapiteau Renaissance identique aux chapiteaux du second ordre du vaisseau central. Ailleurs, les nervures sont pénétrantes, et se fondent dans des piliers cylindriques engagés. Les clés de voûte sont pendantes, comme généralement à l'approche du milieu du XVIe siècle, et ornées des mêmes motifs que les chapiteaux du second ordre des travées droites du chœur. Le profil des ogives est le même que dans le vaisseau central, où il n'y a en revanche pas de clés pendantes. La voûte de la première travée est établie sur une croisée d'ogives simple. Dans la seconde travée, la voûte est agrémentée de liernes, comme dans la travée adjacente du vaisseau central. La troisième travée possède une voûte particulière au dessin dissymétrique complexe, qui est basé sur deux losanges superposés disposés diagonalement. La superposition des deux losanges donne un petit losange central délimité par quatre clés, devant lesquelles les ogives s'arrêtent. Un total de quatre liernes relie les autres angles des deux losanges aux deux autres extrémités de la voûte, et quatre clés supplémentaires accentuent les points de convergence. Les fenêtres étroites des deux premières travées sont en plein cintre comme les voûtes, et munies d'un remplage Renaissance standard de deux formes en plein cintre, surmontées d'un oculus entre deux écoinçons ajourés.
En somme, il paraît évident que ces deux travées ont été terminées en dernier lieu, puisque la Renaissance y est plus présente que dans le vaisseau central (où les voûtes sont en arc brisé), alors qu'elle est absente dans le collatéral nord. Nonobstant, la dernière travée doit être plus ancienne, car ses voûtes sont en arc brisé, et les fenêtres présentent un remplage flamboyant à trois lancettes aux têtes trilobées, surmontées de soufflets et mouchettes selon deux variantes, qui n'existent pas ailleurs dans l'église. Dans la baie orientale, le soufflet symétrique dans le sens vertical représente une particularité rare. L'on note encore, dans la dernière travée uniquement, une frise intéressante à la limite des allèges, où un génie nu et des feuilles de vigne alternent avec des animaux, en l’occurrence un chien, une souris, un chat et un oiseau, dont l'on peut imaginer qu'il est chassé par le chat. Il s'impose la comparaison avec les frises de pampres au début de la nef de Méry-sur-Oise, dans le vaisseau central du  Mesnil-Amelot, et dans les bas-côtés de Louvres. Une piscine liturgique est ménagée dans le mur méridional. Sa facture flamboyante contraste avec son arc en plein cintre, et la coquille Saint-Jacques qui se dessine en haut de la niche, comme fréquemment à la Renaissance.

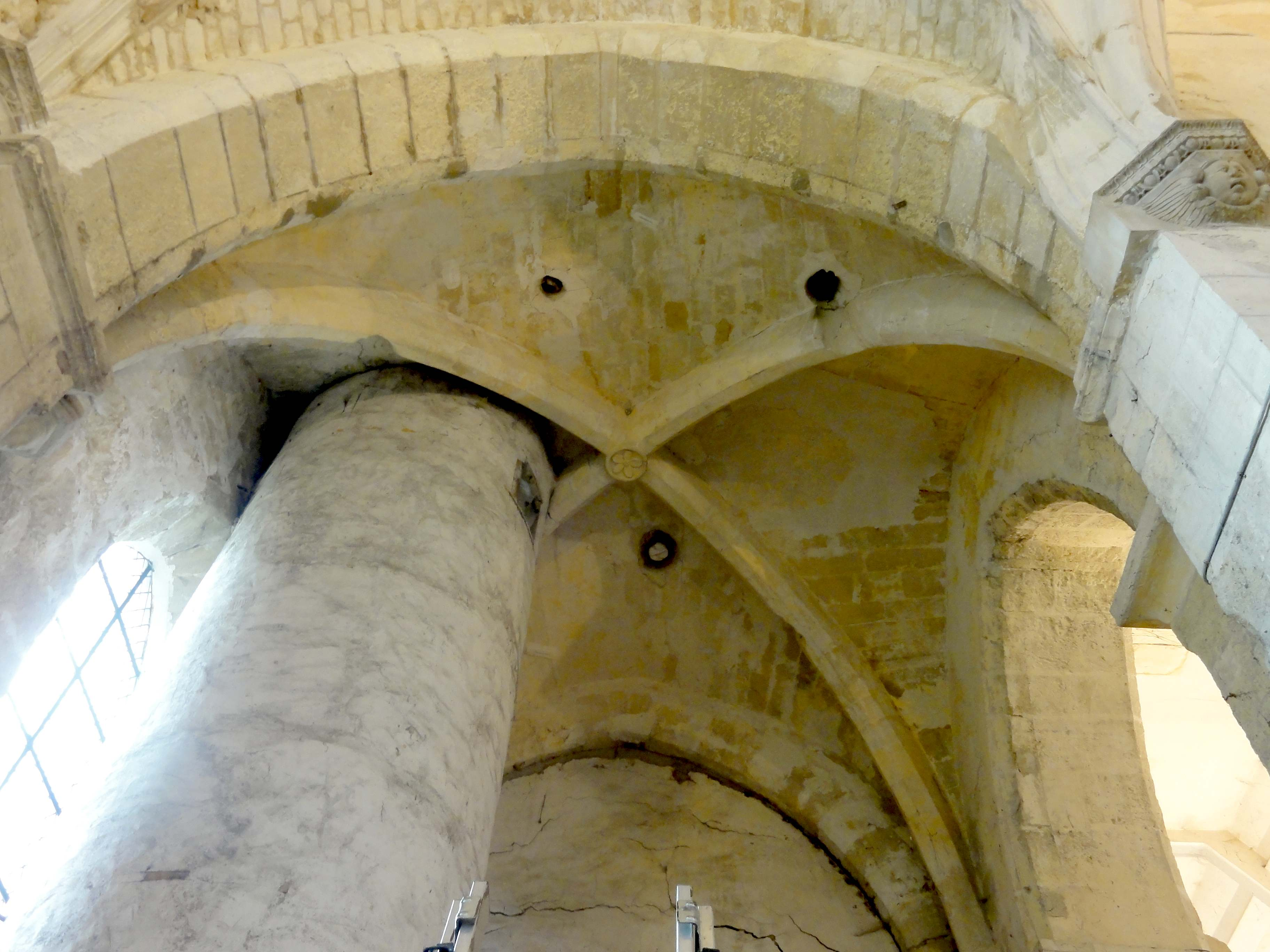
Voûte sous le clocher et tourelle d'escalier.
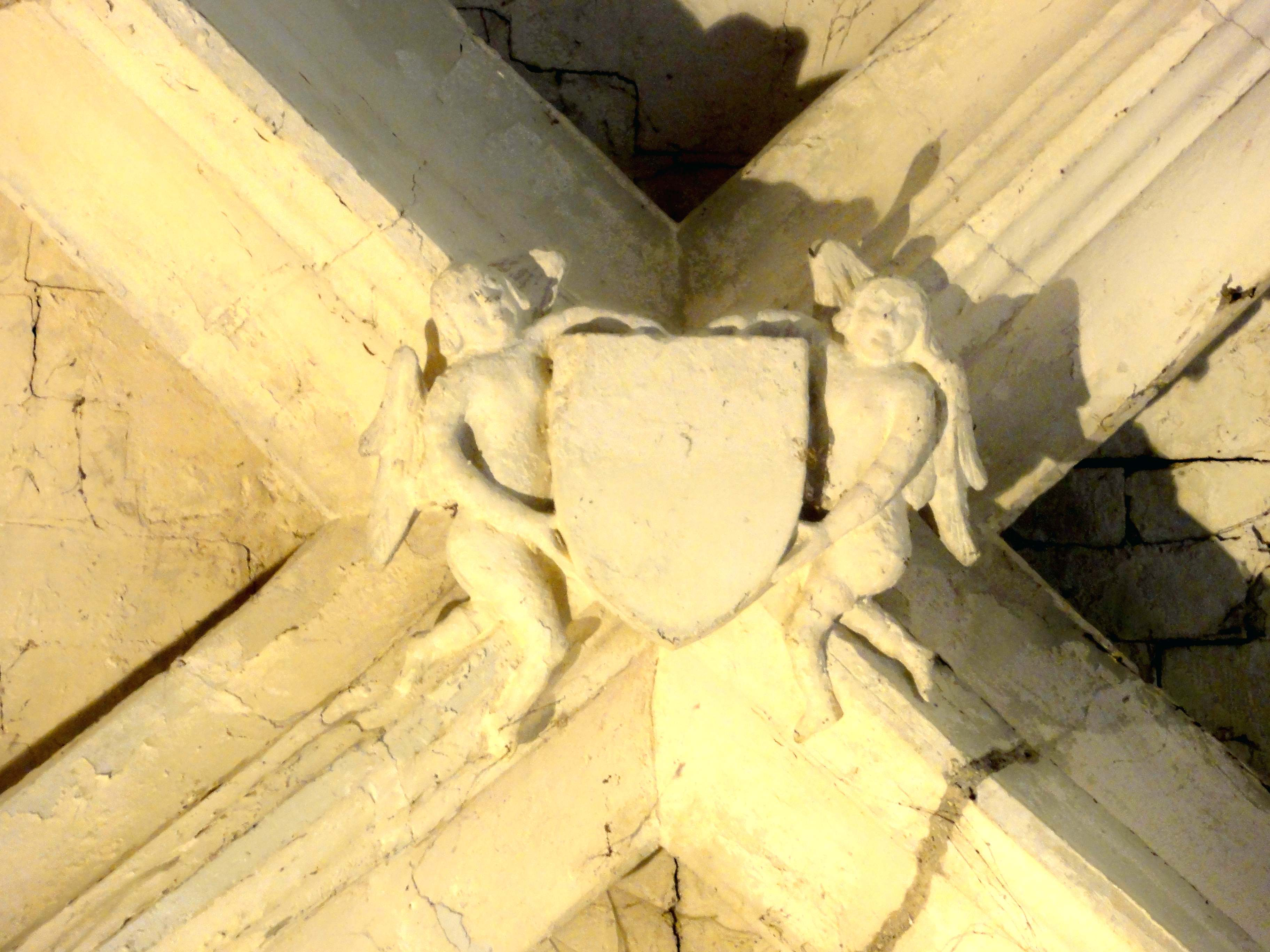
Collatéral nord, clé de la dernière travée.
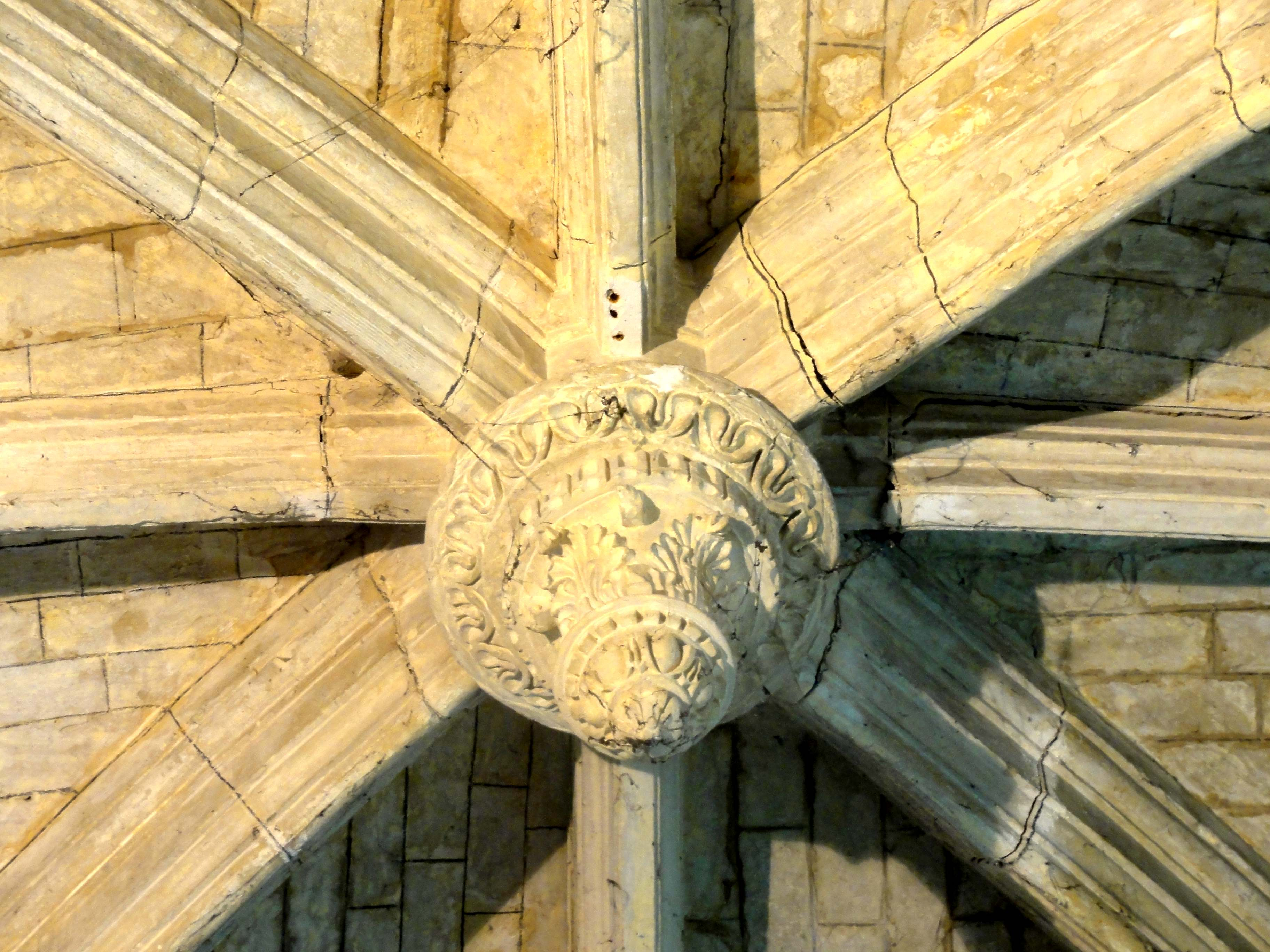
Collatéral sud, clé de voûte de la 2e travée.
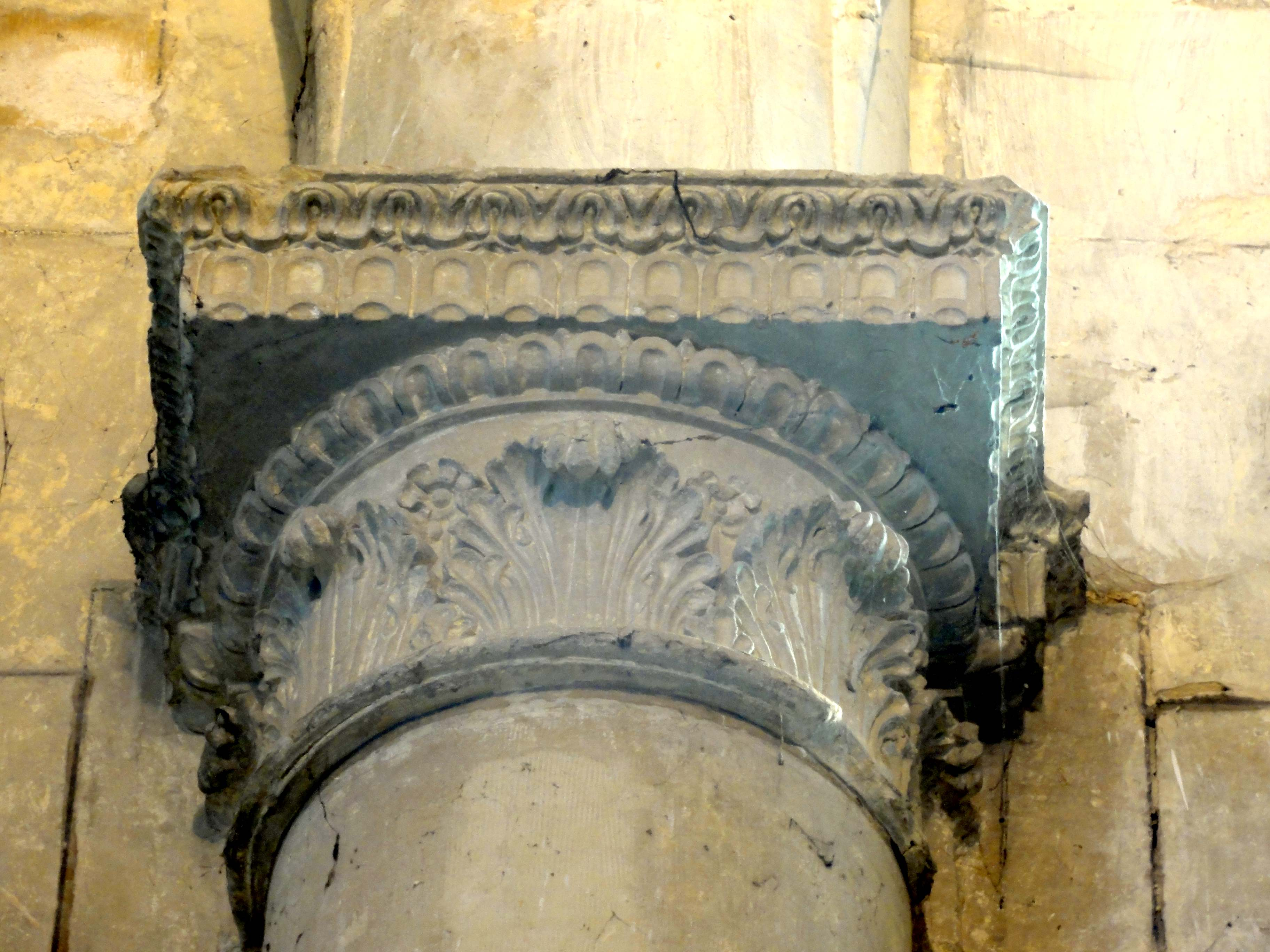
Chapiteau engagé du collatéral sud.
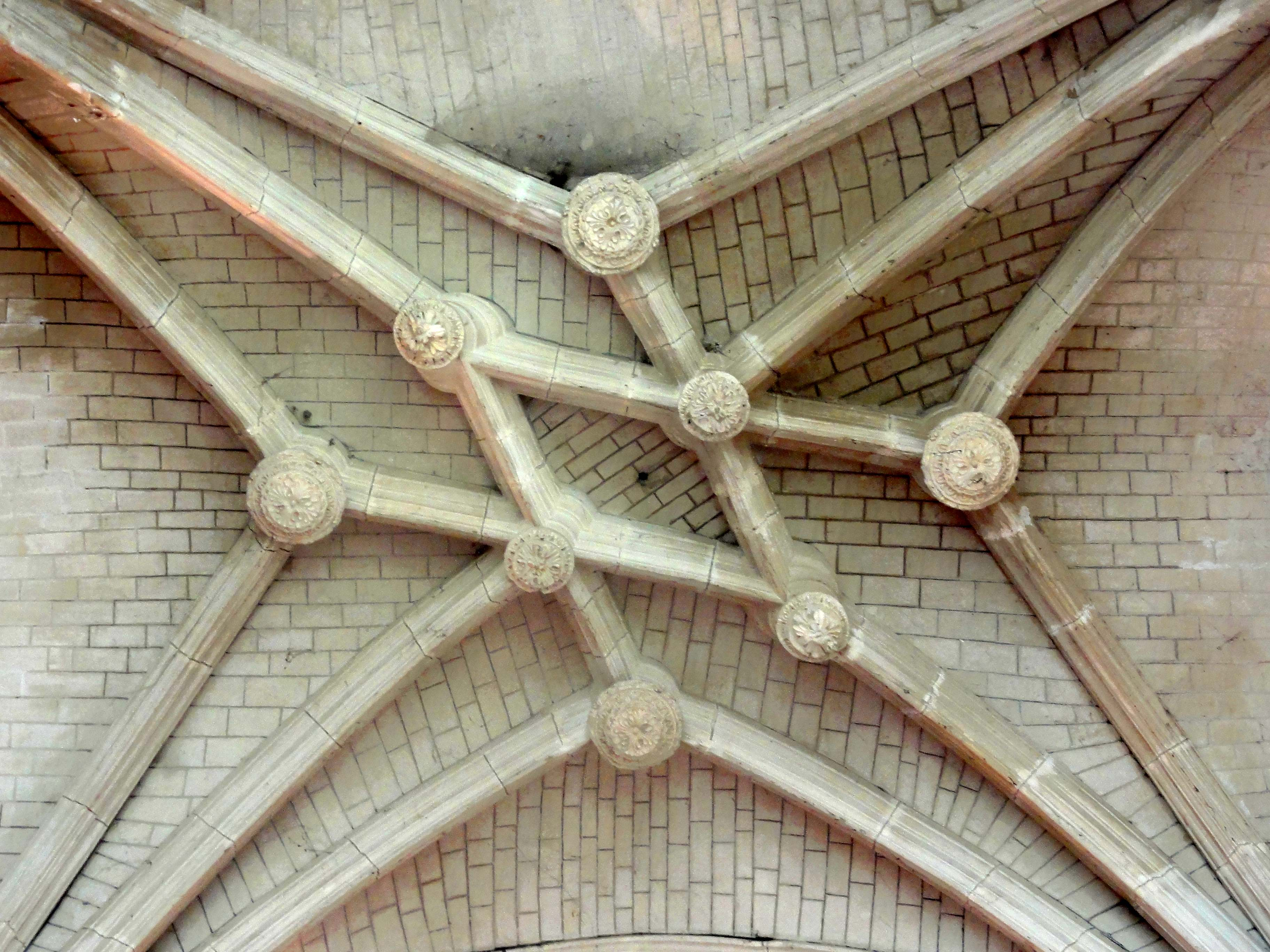
Voûte de la dernière travée du collatéral sud.
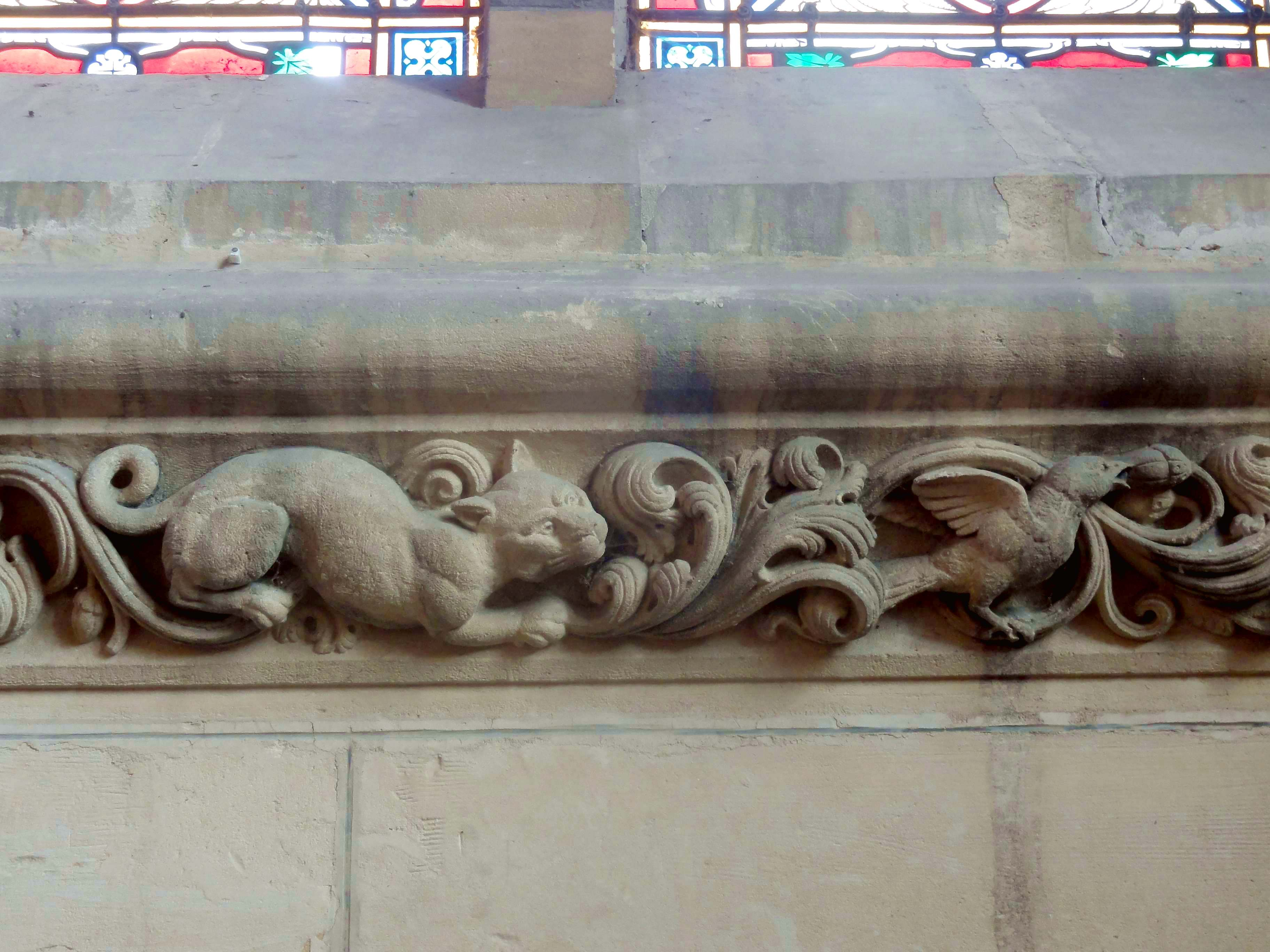
Frise flamboyante dans la même travée.

### Extérieur

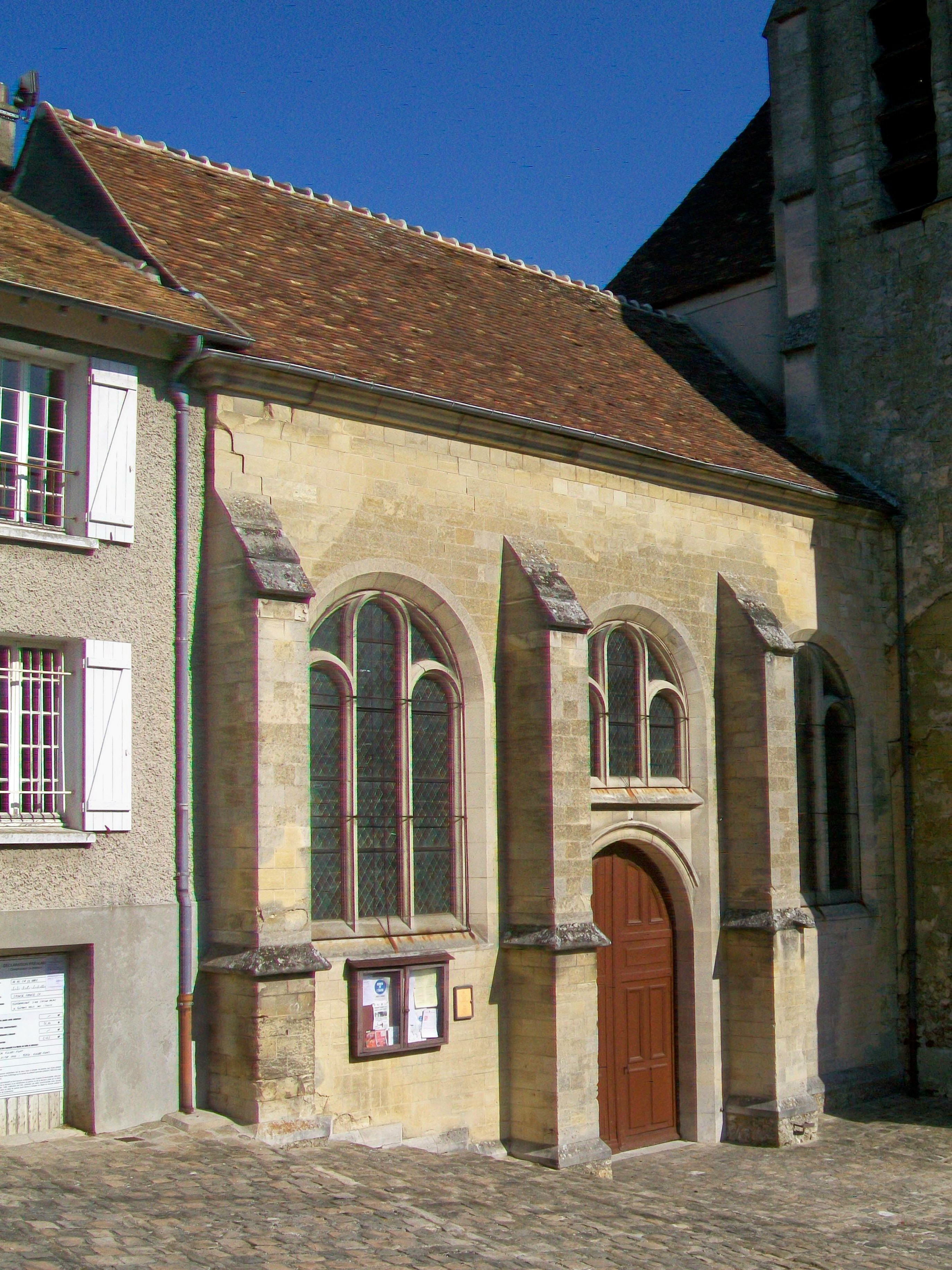
Nef.

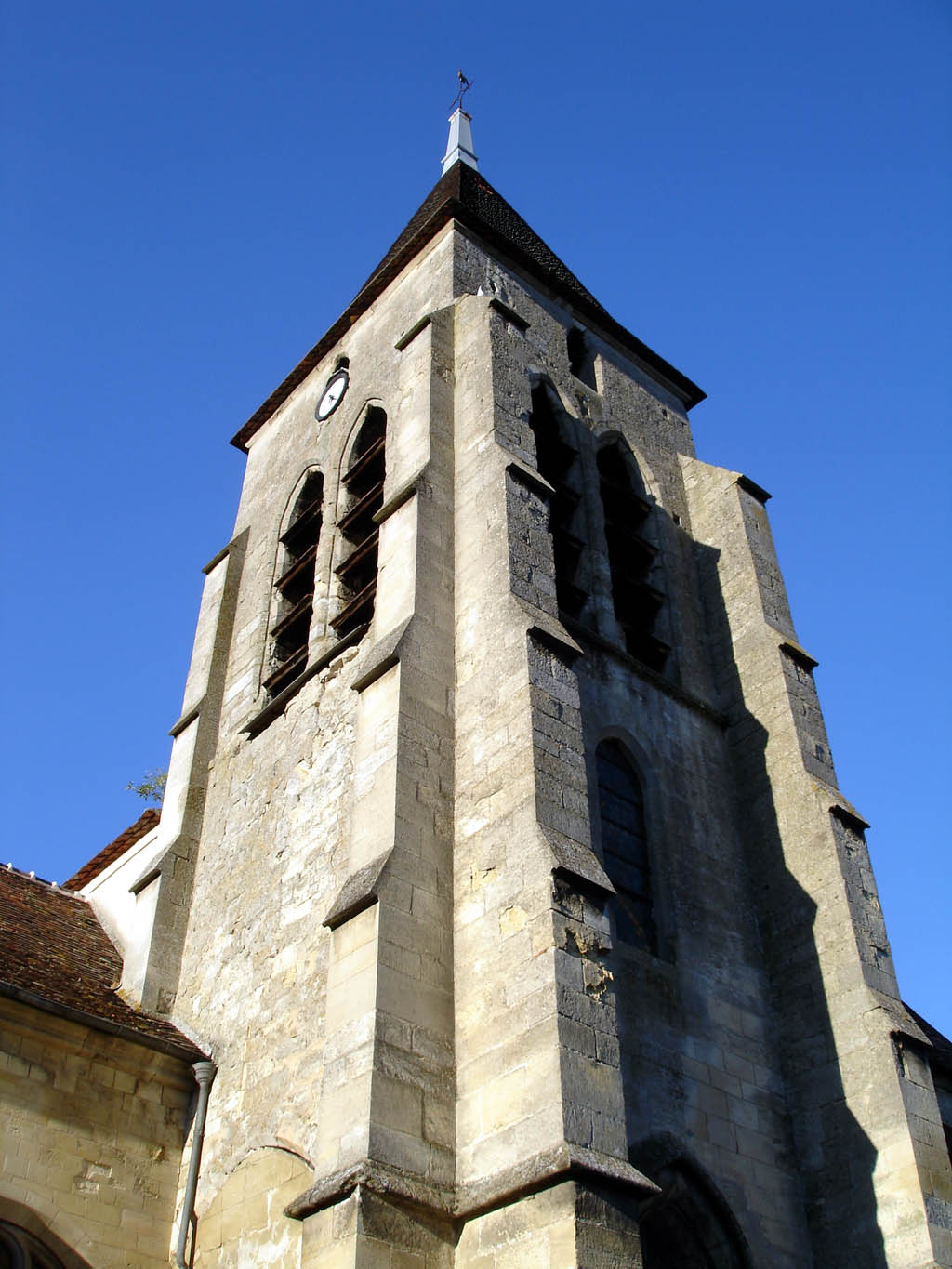
Clocher.

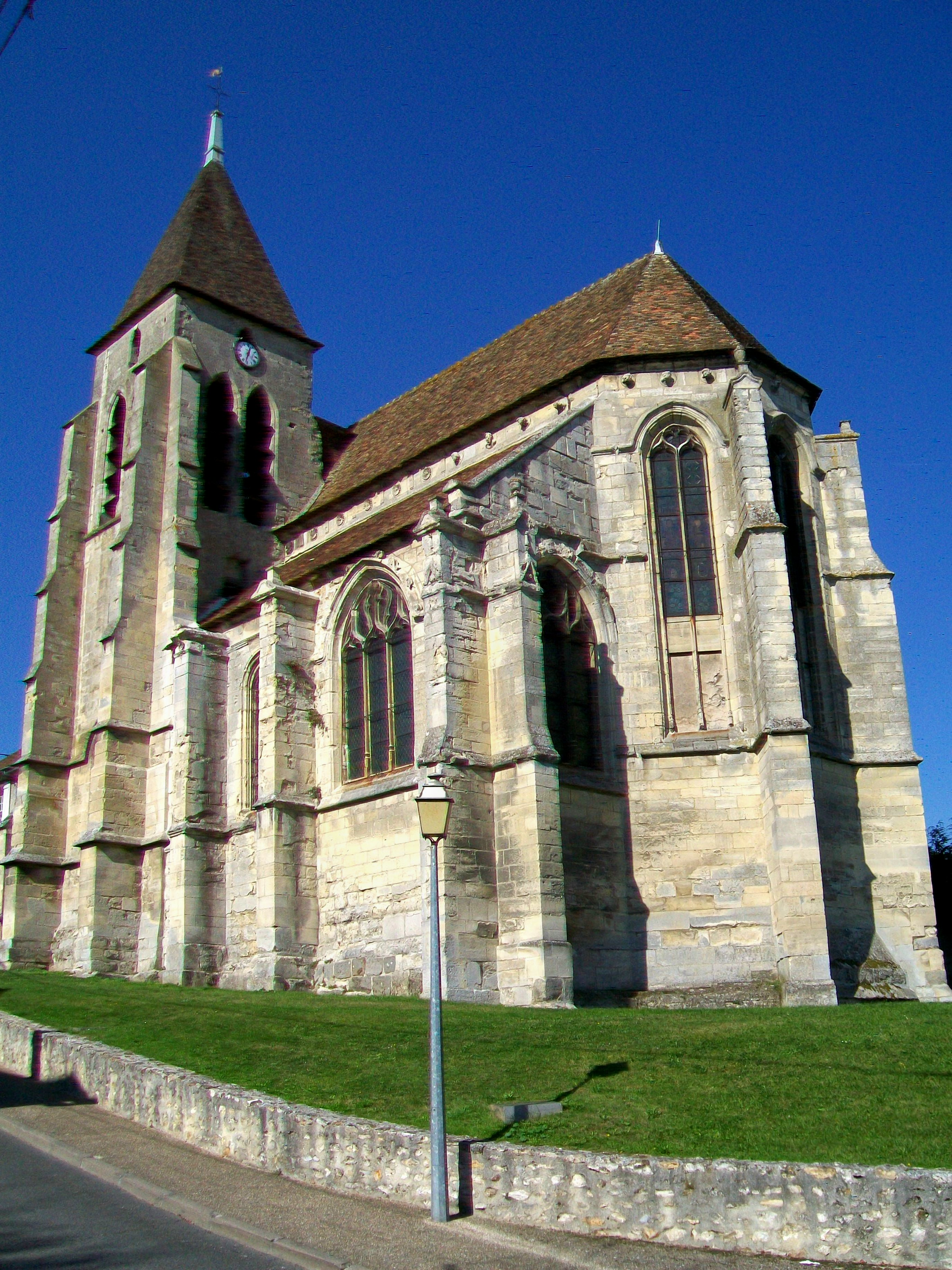
Vue depuis le sud-est.

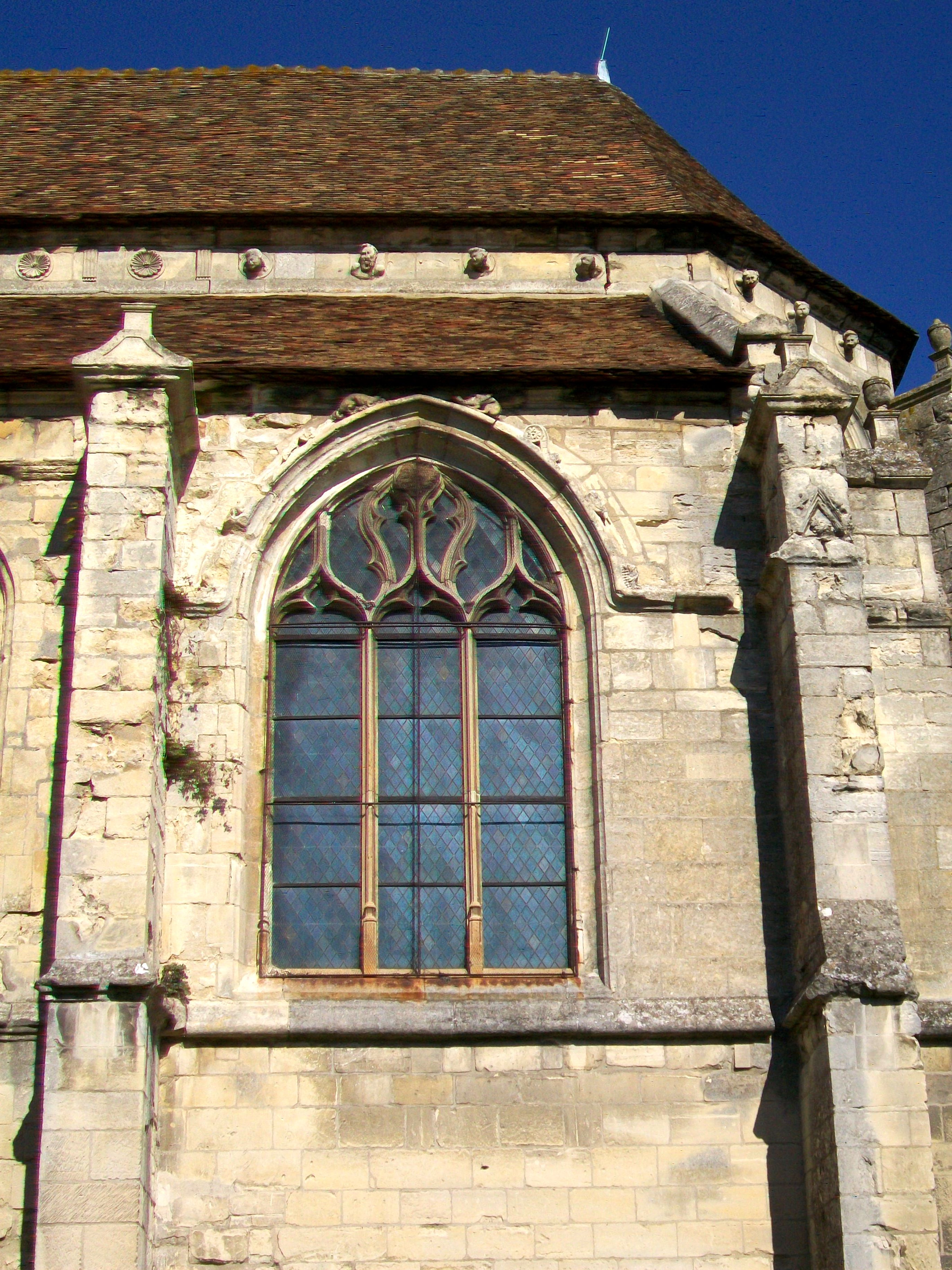
Fenêtre de la dernière travée du collatéral sud.

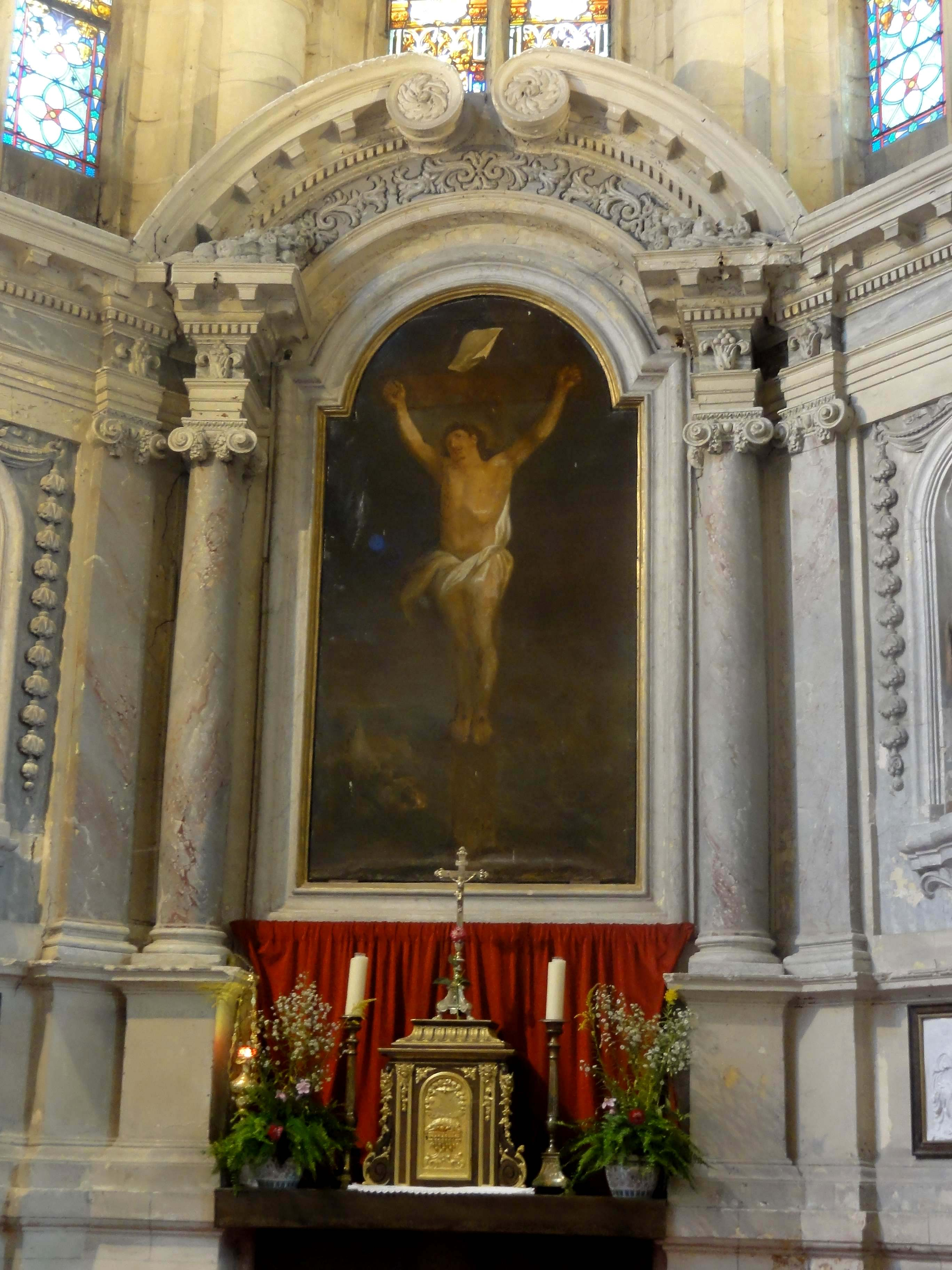
Retable majeur.

De la nef, l'on ne voit que le mur du sud, qui est soigneusement appareillé en pierre de taille, et ne permet pas de soupçonner que les fenêtres s'inscrivent en réalité dans les grandes arcades prévues pour le bas-côté sud finalement jamais réalisé. Les fenêtres ont déjà été décrites. Le portail en plein cintre s'ouvre sous la fenêtre médiane, dont la hauteur est par conséquent réduite. Le maître d'œuvre n'a pas réunie la fenêtre et le portail sous une archivolte commune, contrairement aux églises de Louvres et Survilliers : le décor sculpté est en fait entièrement absent, et l'architecture est dénuée de caractère. Les trois contreforts sont scandés par un larmier présent sur les trois faces, au niveau des allèges, mais il ne se poursuit pas sur ceux-ci, contrairement à l'usage. Un glacis sommital à gradins couronne les contreforts, ce qui n'est pas non plus conforme à l'esprit de la Renaissance, qui donne la préférence à des chaperons, comme l'on peut du reste en voir autour du chœur. Se soulève la question de l'authenticité de l'élévation méridionale de la nef.
Le clocher est extrêmement sobre, ce qui étonne dans une région qui a vu naître des clochers d'un grand raffinement à la période romane et au début de la période gothique (Auvers-sur-Oise, Champagne-sur-Oise, Nesles-la-Vallée, Santeuil...). Mais les clochers frustes ne sont pas non plus l'exception, comme le montrent les églises du Plessis-Gassot et de Villiers-le-Bel. L'appareil est en moellons irréguliers noyés dans un mortier, la pierre de taille étant réservée aux contreforts et aux pourtours des ouvertures. Chacun des angles est flanqué par deux contreforts orthogonaux, qui se retraitent deux fois par des larmiers présents sur les trois faces (au niveau de la limite des allèges et au niveau des impostes des fenêtres de la nef), et trois fois par des larmiers simples, avant de s'amortir par un glacis formant larmier, au niveau des impostes des baies de l'étage de beffroi. Le rez-de-chaussée présente une arcade bouchée munie d'une petite porte à l'ouest, et une fenêtre en arc brisé au sud, qui est entourée d'un biseau et surmontée d'un bandeau doublement biseauté en forme de sourcil. Le premier étage est aveugle du côté ouest, et percé d'une lancette simple en arc brisé au sud, qui est seulement entourée d'un biseau. Une fenêtre comparable est visible depuis l'intérieur de l'église, du côté nord. L'étage de beffroi est ajouré, sur chaque face, de deux baies plus grandes, qui prennent appui sur un glacis commun, et sont entourées d'un double ressaut chanfreiné. L'on cherchera en vain des colonnettes à chapiteaux, archivoltes décorées et éléments de scansion horizontaux. Comme particularité, un court étage suit à l'étage de beffroi, et présente sur chaque face une petite baie unique, dont celles regardant vers l'ouest et vers l'est accueillent des cadrans d'horloge. Il n'y a pas de corniche. Le toit est une petite flèche en charpente, couverte de tuiles plates.
La hauteur des parties orientales paraît imposante, surtout en regardant depuis l'est, ce qui est en partie dû à l'implantation de l'église en pente, qui explique que les dernières travées et l'abside s'élèvent au-dessus d'un soubassement, identifiable grâce à sa forme en fort glacis au niveau du chevet du vaisseau central. L'appareil en pierre de taille présente de nettes marques d'érosion, et les éléments sculptés sont en partie abîmés. Les trois premières travées du vaisseau central sont terminées par une frise dorique, où des triglyphes alternent avec des rosaces ou patères à ombilic. Cette disposition renvoie clairement à la Renaissance, qui à l'intérieur du vaisseau central, se manifeste uniquement à travers les chapiteaux des hautes-voûtes. D'autres églises des environs, toutes plus tardives, présentent des frises de la Renaissance, généralement plus élaborées : Attainville, Maffliers, Roissy-en-France. Sur la dernière travée droite et l'abside, la frise prend une forme tout à fait inhabituelle, et est constituée de têtes humaines sculptées en ronde-bosse, à raison de quatre pour la travée droite et de trois pour les pans de l'abside. Le haut des bustes est également représenté, mais pas les bras. Cette frise rappelle vaguement les nombreuses têtes saillantes sur les clochers gothiques du Bellay-en-Vexin et de Jouy-le-Comte. Au XVIe siècle, elle n'a pas son équivalent dans la région. Les mêmes têtes saillantes se trouvent sous les chaperons des contreforts des premières travées du chœur, où elles sont moins bien conservées. Sous les chaperons des contreforts à l'angle du collatéral sud, l'on trouve des frontons plaqués, qui sont couronnés d'une sorte de balustres, ce qui devrait être l'interprétation Renaissance des clochetons et pinacles plaqués de la période flamboyante. Le décor des contreforts est complété par des socles cubiques prenant appui sur les chaperons, qui servent de supports à des pots à feu, dont la plupart manquent aujourd'hui. Sinon, les contreforts sont scandés par un larmier qui fait le tour du chœur et des collatéraux à la limite des allèges, et un second larmier qui fait le tour du chevet, y compris les murs orientaux des collatéraux. L'on peut voir que les sommets de leurs fenêtres se situent à mi-hauteur des baies de l'abside. Les fenêtres elles-mêmes sont diversement décorées. Les deux baies Renaissance du collatéral sud sont entourées de multiples moulures. Les deux larges baies flamboyantes de la dernière travée du même collatéral sont surmontées d'un bandeau, qui est peuplé de chimères et de petits animaux fantastiques, selon le goût de la période flamboyante. Les baies de l'abside sont surmontées du même bandeau, mais sans les créatures.

## Mobilier
Parmi le mobilier de l'église, un seul élément est classé monument historique au titre objet, à savoir une statue de saint Sébastien. Elle est en bois, et date du XVIIe siècle. Le classement remonte à 1965. Deux autres statues en bois de la même époque sont abritées dans les niches des ailes latérales du retable majeur, et représentent saint Sulpice (à gauche) et la Vierge Marie (sans l'Enfant Jésus, à droite). Toujours dans le domaine de la sculpture, l'on peut citer un aigle-lutrin du XVIIIe siècle, dont l'on suppose qu'il provient de l'abbaye Notre-Dame-du-Va, jadis située sur la même paroisse.
L'élément le plus impressionnant du mobilier est sans doute le retable majeur dans le style baroque, qui date du début du XVIIe siècle, et est représentatif du courant spirituel et artistique de la Contre-Réforme dans la région. Il est entièrement réalisé en pierre. Le corps central est cantonné de deux colonnes ioniques, qui reposent sur de hauts stylobates, et portent des sections d'entablement. Une fleur de lys se profile devant la métope, et la double corniche présente une superposition d'un rang de denticules et d'un rang de corbeaux. Les deux sections d'entablement sont surmontées d'un fronton en arc de cercle brisé, qui reprend l’ordonnancement de la double corniche, avec en plus deux enroulements au sommet, et une frise de rinceaux sur la métope. Ce genre de péristyle plaqué sert d'encadrement au tableau de retable, qui est peint à l'huile sur toile représentant le Christ en croix. Les deux ailes latérales sont assorties au corps central, mais elles sont cantonnées de pilastres ioniques au lieu de colonnes. Le tympan cintré du tableau épouse la forme du fronton du retable. — Une niche cintrée entourée d'un riche décor de guirlandes et chutes de fleurs est ménagée dans chacune des deux ailes latérales. La demi-voûte est agrémentée d'une coquille Saint-Jacques, et en bas, la console recevant la statue est revêtue de feuilles d'acanthe. Les soubassements des ailes latérales arborent des bas-reliefs en marbre blanc, qui représentent la résurrection des morts (à gauche) et la Mise au tombeau (à droite). Le tabernacle est également remarquable. Flanqué de deux ailerons, il est orné de têtes de chérubins et de végétaux, et une gloire au-dessus de l'Agnus Dei allongé sur le Livre aux sept sceaux se dessine sur la porte. Sans doute un peu plus ancien que le retable est la piscine liturgique, qui est prise dans l'épaisseur du pilier au sud de l'abside. La demi-voûte est revêtue d'une coquille Saint-Jacques. La niche est flanquée de pilastres corinthiens, dont l'un est garni de rinceaux, et deux angelots portant un cœur se profilent au milieu des rinceaux de la métope. Il reste à mentionner le retable au chevet du collatéral nord, qui est une déclinaison à échelle réduite du retable du maître-autel, sans les colonnes du corps central, et sans tableau.

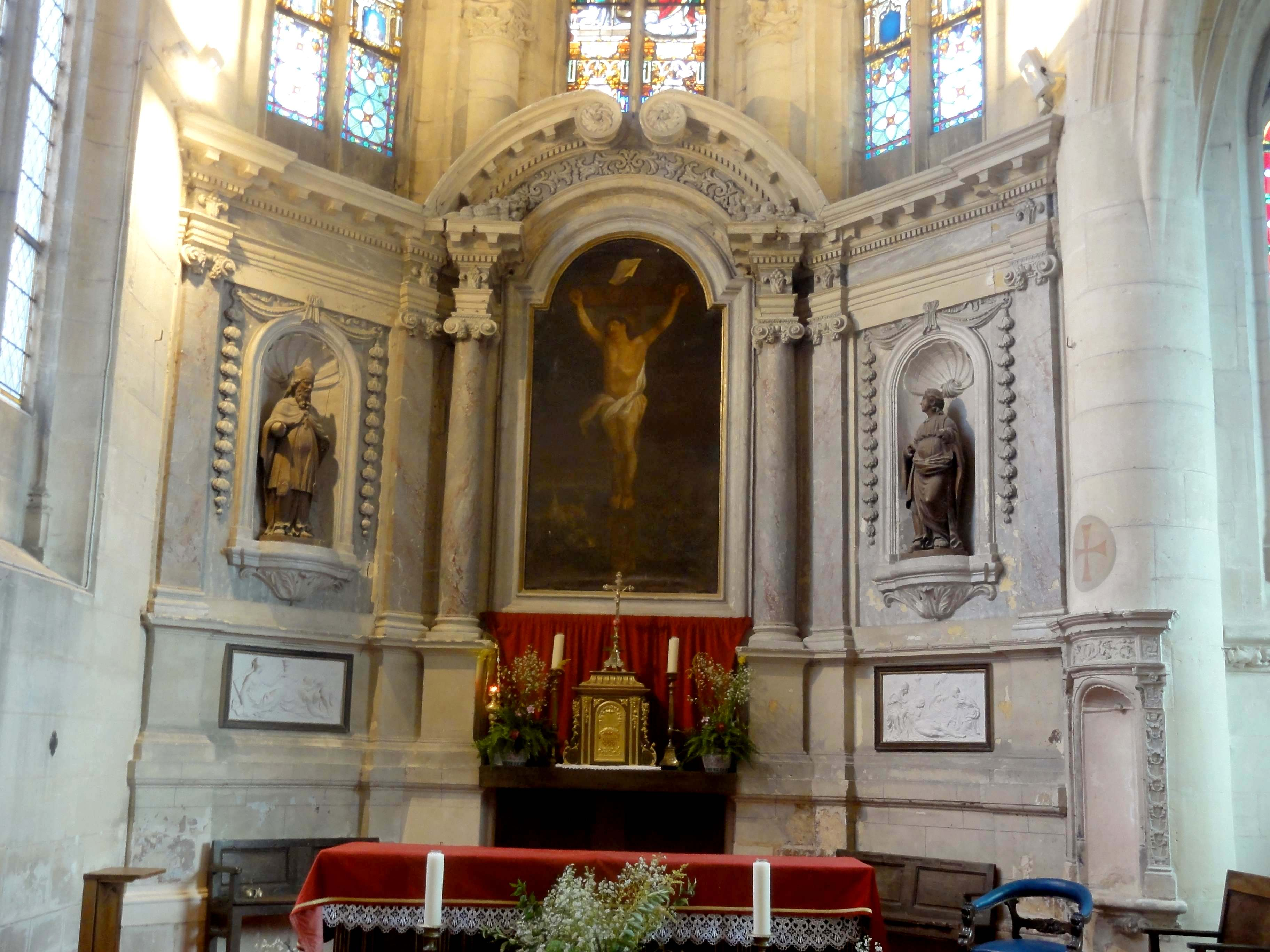
Retable majeur.
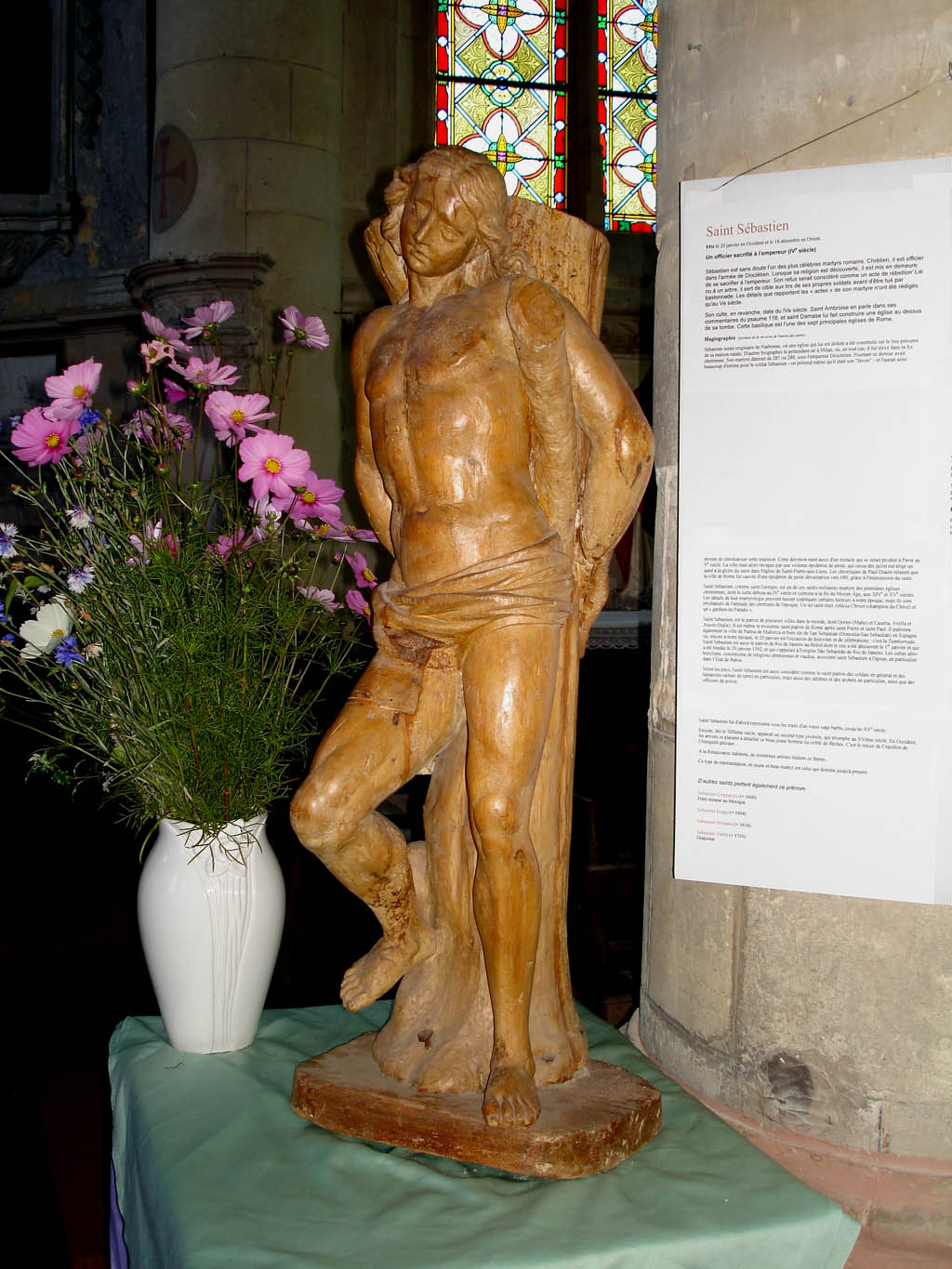
Saint Sebastien.
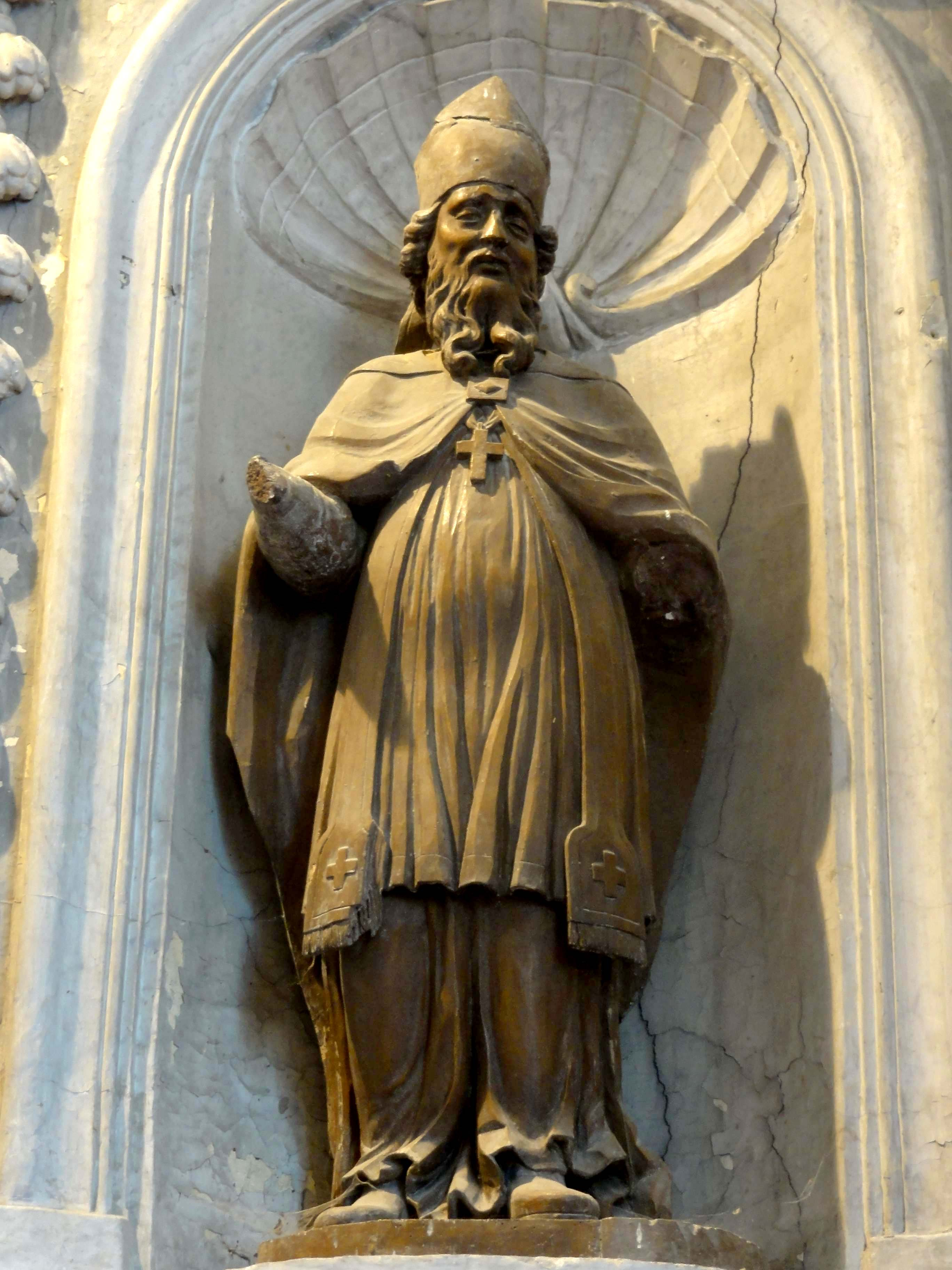
Saint Sulpice.
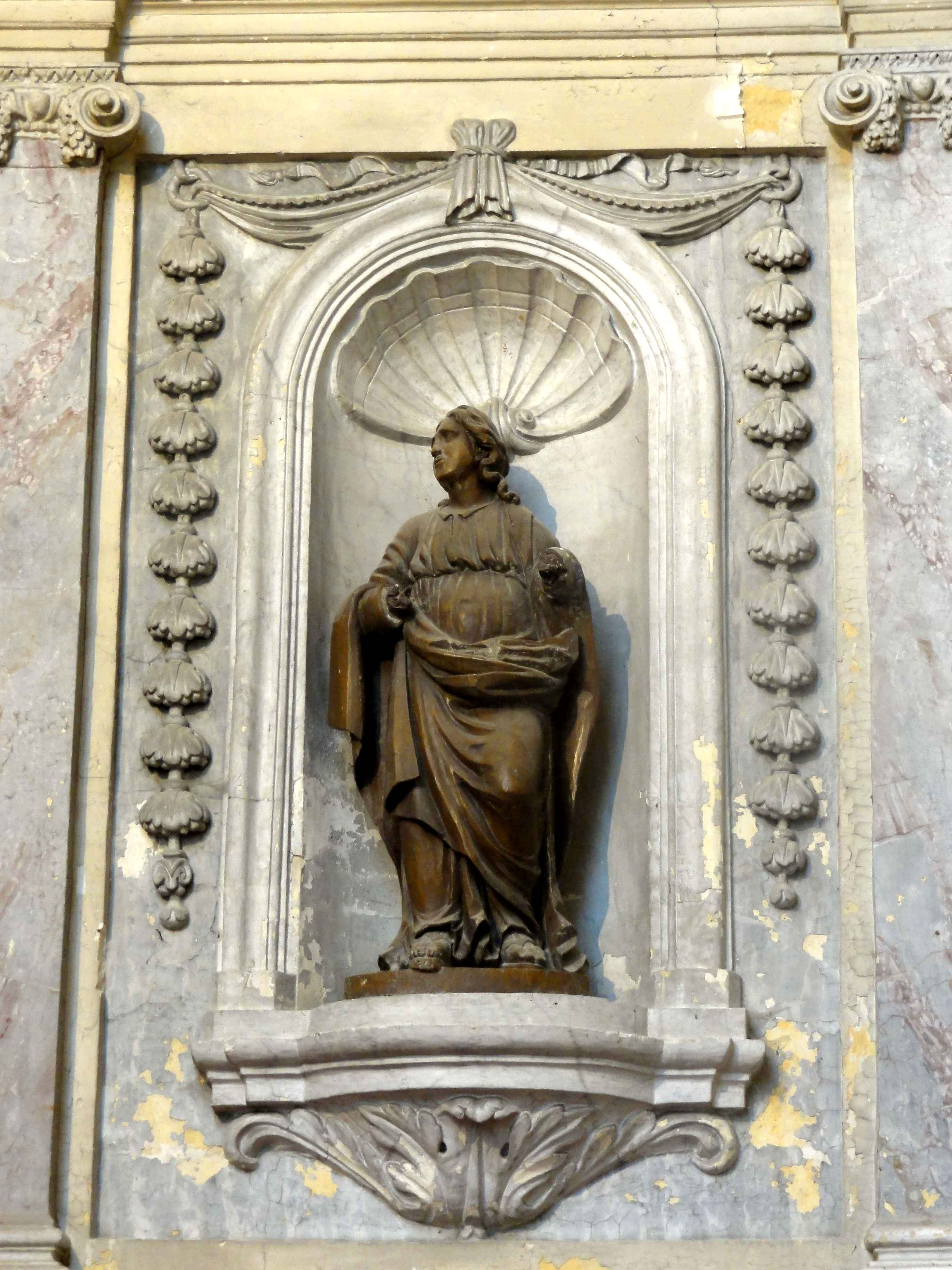
Vierge Marie.
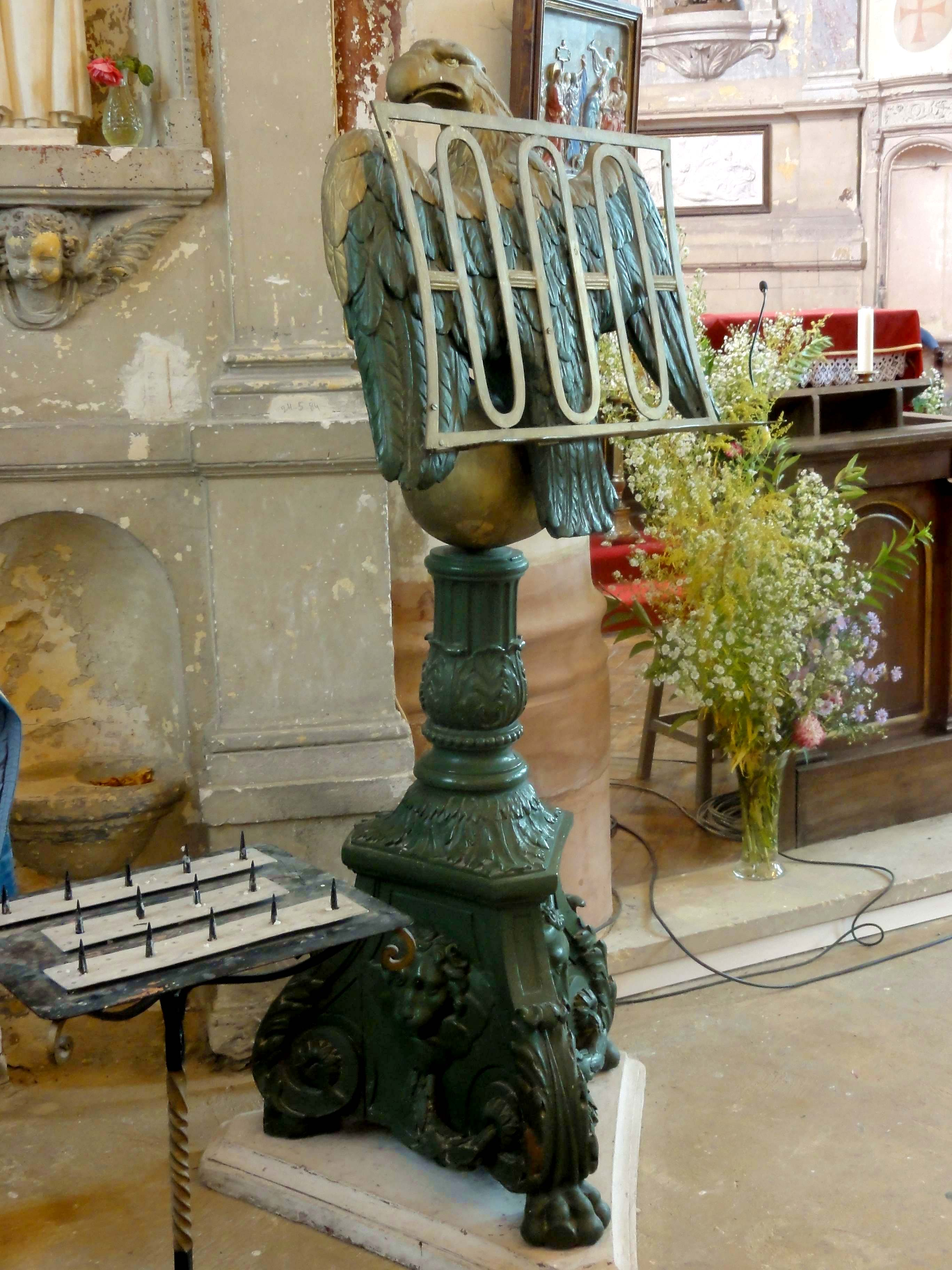
Aigle-lutrin.
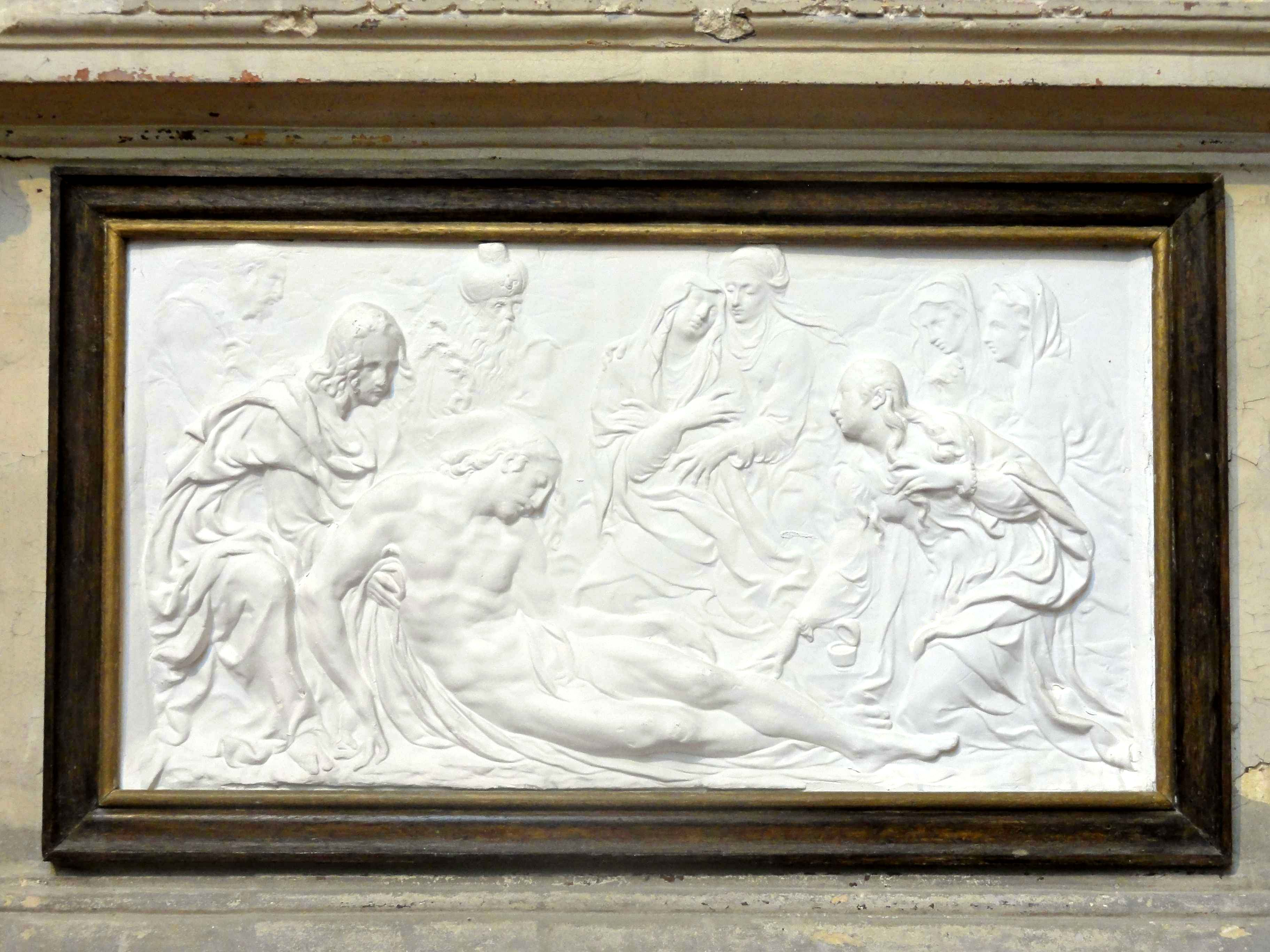
Mise au tombeau.